# Ligne L du Transilien
La ligne L du Transilien, plus souvent simplement dénommée ligne L, est une ligne de trains de banlieue qui dessert l'ouest de l'Île-de-France, avec plusieurs embranchements. Elle relie la gare de Paris-Saint-Lazare à celles de Versailles-Rive-Droite, Saint-Nom-la-Bretèche et Cergy-le-Haut.
Lancée en 2004, la ligne L est longue de 76 kilomètres. Exploitée par la SNCF, elle transporte aujourd'hui approximativement 311 000 voyageurs avec 726 trains par jour ouvrable. La totalité de la ligne étant située en Île-de-France, elle est uniquement du ressort d'Île-de-France Mobilités. En effet, des sept lignes du réseau Transilien ayant pour origine une grand gare parisienne, la ligne L est la seule à être intégralement située en Île-de-France.

Plan de la ligne.

## Histoire

### Chronologie
- 2004 : constitution de la ligne L à partir des groupes II et III du réseau Transilien Paris Saint-Lazare (ligne F sud)
- 12 décembre 2004 : réouverture de la Grande ceinture Ouest (GCO) entre Noisy-le-Roi et Saint-Germain-en-Laye-Grande-Ceinture, après 68 ans d'interruption du trafic voyageurs. Cette section est exploitée avec trois automotrices Z 6400 à l'aménagement spécifique et avec la livrée Transilien avec berlingots de couleur.
- 4 février 2008 : limitation des missions Paris-Saint-Lazare – Maisons-Laffitte à Nanterre-Université, en journée de semaine
- 14 décembre 2008 : création d'un arrêt à Pont-Cardinet pour les trains Paris – Cergy, et modification de l'offre afin d'offrir une amplitude de service identique sur les branches de Versailles-Rive-Droite et de Saint-Nom-la-Bretèche
- 15 juillet 2013 : mise en service des rames Francilien (Z 50000) sur l'axe Paris-Saint-Lazare – Bécon-les-Bruyères (– Nanterre-Université)
- 11 décembre 2013 : commande par le Syndicat des transports d'Île-de-France (STIF) de dix-neuf rames Francilien supplémentaires pour équiper les axes Paris – Versailles-Rive-Droite / Saint-Nom-la-Bretèche, en remplacement de quelques Z 6400.
- 15 décembre 2013 : retrait des dernières rames Z 20500 du réseau de Paris-Saint-Lazare.
- 1er septembre 2014 : mise en service des rames Francilien (Z 50000) sur l'axe Paris-Saint-Lazare – Cergy-le-Haut
- 13 décembre 2015 : refonte de la grille horaire du groupe II (axes Paris – Versailles-Rive-Droite / Saint-Nom-la-Bretèche)
- 11 décembre 2017 : mise en service des rames Francilien (Z 50000) sur l'axe Paris-Saint-Lazare – Versailles-Rive-Droite
- 3 septembre 2018 : mise en service des rames Francilien (Z 50000) sur l'axe Paris-Saint-Lazare – Saint-Nom-la-Bretèche
- 5 juillet 2019 : fermeture de la Grande ceinture Ouest (GCO) de Noisy-le-Roi à Saint-Germain-en-Laye-Grande-Ceinture pour travaux. Cette section sera intégrée en 2022[1] à la ligne 13 du tramway d'Île-de-France qui reliera les gares de Saint-Cyr et de Saint-Germain-en-Laye.
- 4 février 2020 : éboulement de terrain près de la gare de Sèvres - Ville-d'Avray lors du passage d'un train, provoquant la fermeture de la ligne entre les gares de Saint-Cloud et de Versailles-Rive-Droite pendant plusieurs mois.
- 4 novembre 2020 : le dernier Z 6400 circule sur la ligne L du Transilien après plus de 45 ans de service[2].

### Réalisation du réseau Saint-Lazare Sud

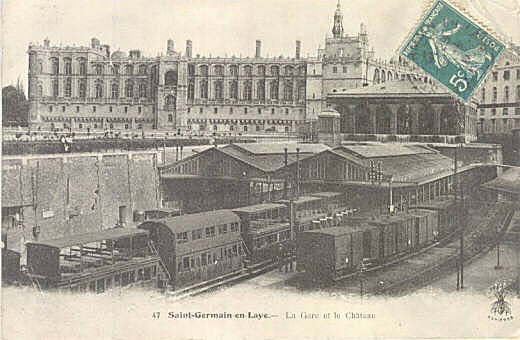
Carte postale de la ligne de Saint-Germain, datant du XIXe siècle.

Le 26 août 1837, l'actuelle section Gare Saint-Lazare – Nanterre Université est mise en service dans le cadre de la ligne de Paris-Saint-Lazare à Saint-Germain-en-Laye, première ligne ferroviaire francilienne. Elle a été réalisée à la suite du succès de la ligne de chemin de fer de Saint-Étienne à Lyon, ouverte entre 1830 et 1832. Cette liaison nouvelle apparaît alors comme essentielle afin de réaliser une ligne au départ de la capitale, pour faire connaître au public ce nouveau moyen de transport, et d'amener un intérêt de la part des hommes politiques, financiers et futurs ouvriers de la profession. Le premier jour d'exploitation, 18 000 voyageurs sont transportés.
Le 2 août 1839, la ligne de Paris-Saint-Lazare à Versailles-Rive-Droite est mise en service. Elle devient la seconde ligne ferroviaire créée en Île-de-France après la ligne de Paris-Saint-Lazare à Saint-Germain-en-Laye. Elle permet de relier Paris à Versailles en un temps plus court, d'amener de nombreux visiteurs au château, en fin de restauration, et d'apporter un développement économique à la région.
La ligne est le fruit du projet d'un ingénieur des ponts et chaussées, Antoine Defontaine. Il proposait de joindre la ligne de Versailles, par la rive droite de la Seine, à celle de Saint-Germain, ce qui limitait les expropriations, coûteuses, et restreignait également la rampe à une valeur de 5 mm/m, au prix d'un parcours un peu plus long.

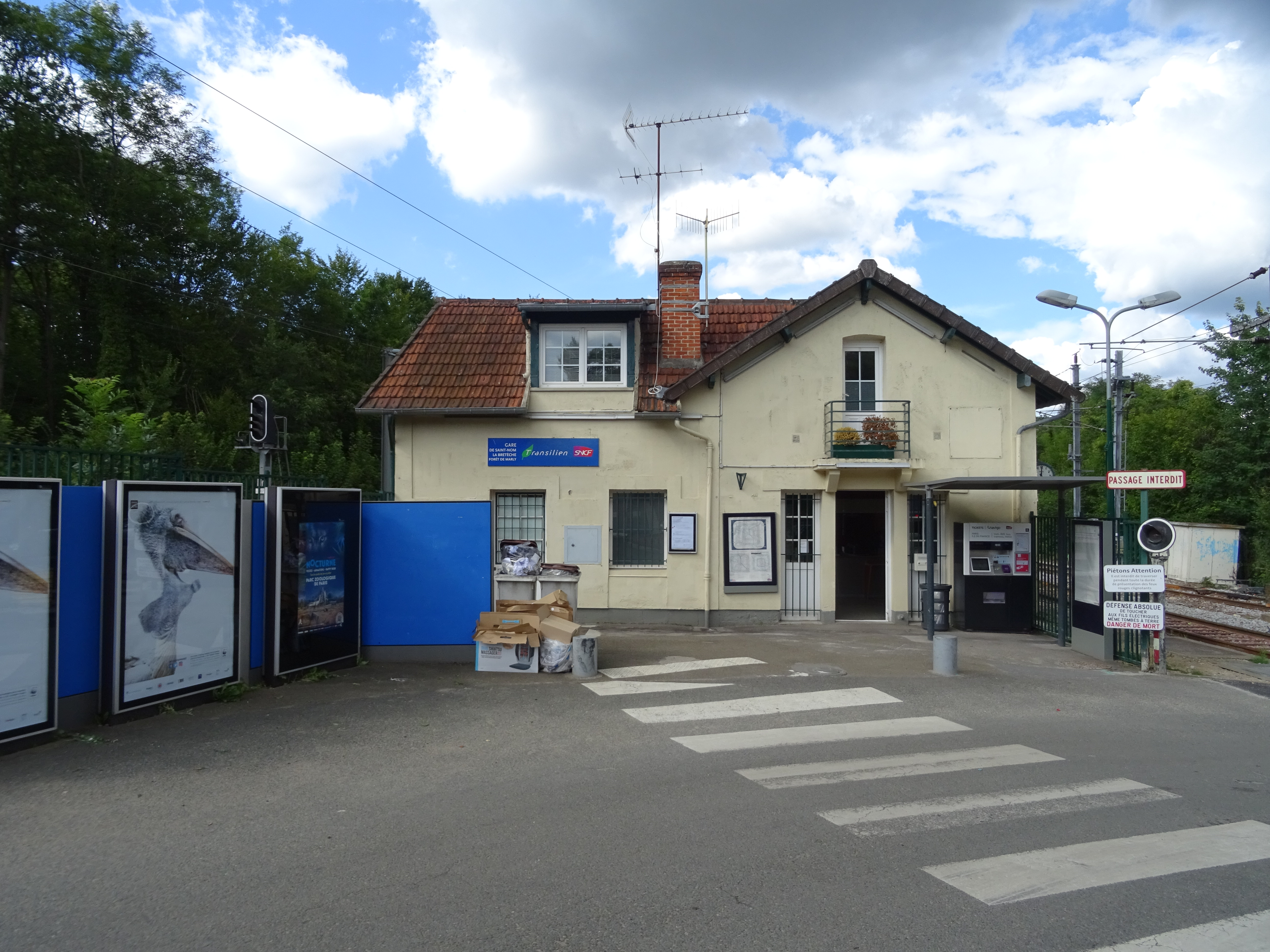
Le bâtiment voyageurs de la gare de Saint-Nom-la-Bretèche - Forêt de Marly.

Le 9 mai 1843, l'actuelle section ralliant Paris au niveau du dépôt d'Achères est mise en service dans le cadre de la ligne de Paris-Saint-Lazare au Havre.
Le 15 octobre 1877, la section reliant l'actuel dépôt d'Achères au niveau de l'actuelle bifurcation de Neuville est ouverte au public dans le cadre de la ligne d'Achères à Pontoise.
Le 5 mai 1884, la ligne de Saint-Cloud à Saint-Nom-la-Bretèche - Forêt-de-Marly est mise en service à son tour, jusqu'à L'Étang-la-Ville. Il s'agit d'un embranchement de la ligne de Paris-Saint-Lazare à Versailles-Rive-Droite chargé de desservir les coteaux de Garches, Vaucresson, Louveciennes et Marly-le-Roi.
Le 22 décembre 1889, le raccordement dit du « jouet d'eau » est réalisé vers la ligne de Grande Ceinture en direction du nord, permettant de desservir la nouvelle gare de Saint-Nom-la-Bretèche - Forêt de Marly. Il ne s'agit alors que d'une simple halte, les trains poursuivant leur chemin sur la ligne de Grande Ceinture. En 1894, elle est aménagée en terminus.
En 1892, la ligne de Saint-Germain est déviée par Bécon-les-Bruyères et La Garenne, et ne dessert plus Colombes-Embranchement (Bois-Colombes). L'année suivante, la desserte par zone est mise en place, avec création de terminus intermédiaires où s'arrêtent les trains omnibus de petite banlieue, les trains desservant la grande banlieue étant directs de Paris à ces terminus partiels.

### Électrification du réseau

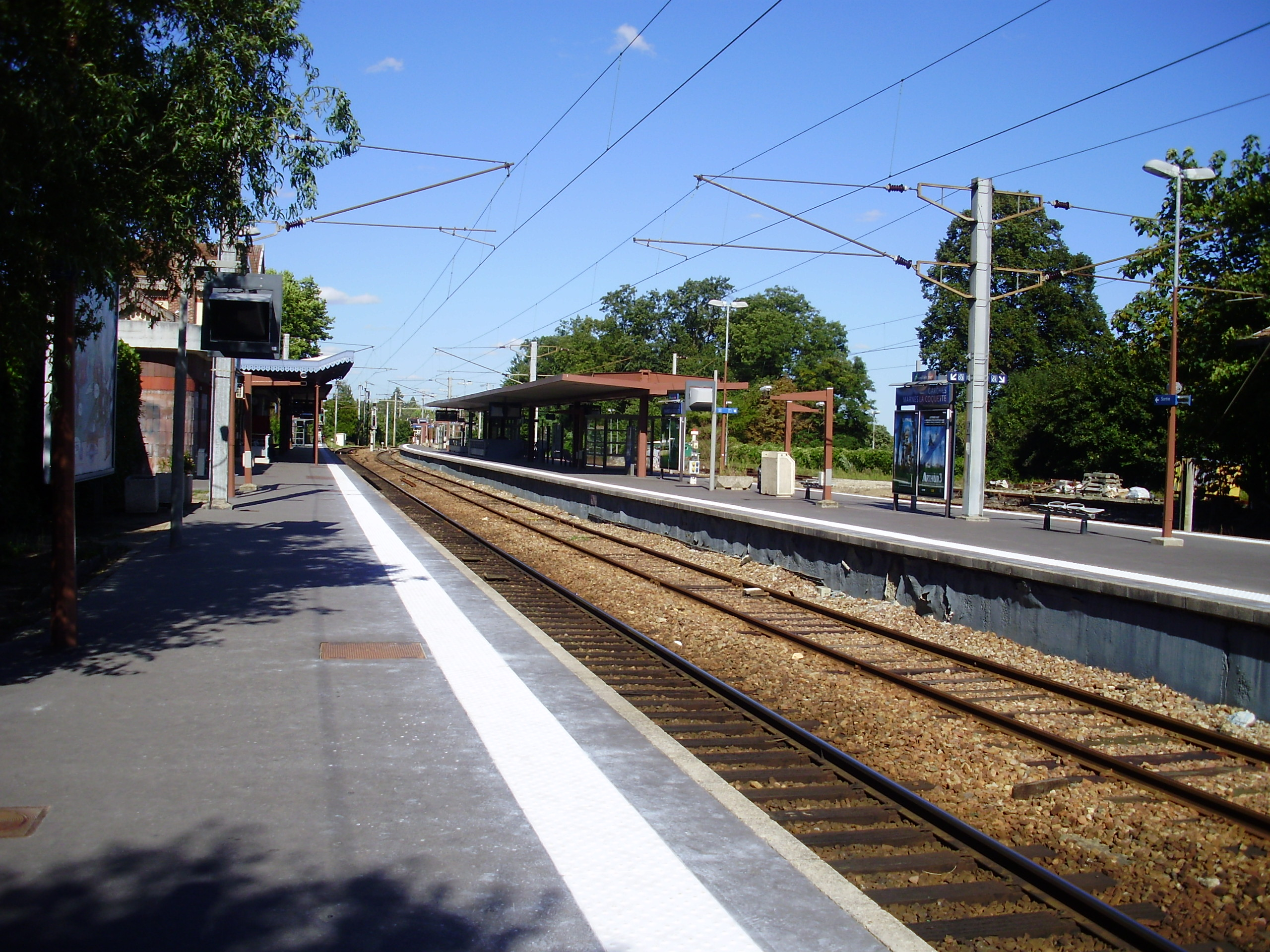
La gare de Garches - Marnes-la-Coquette.

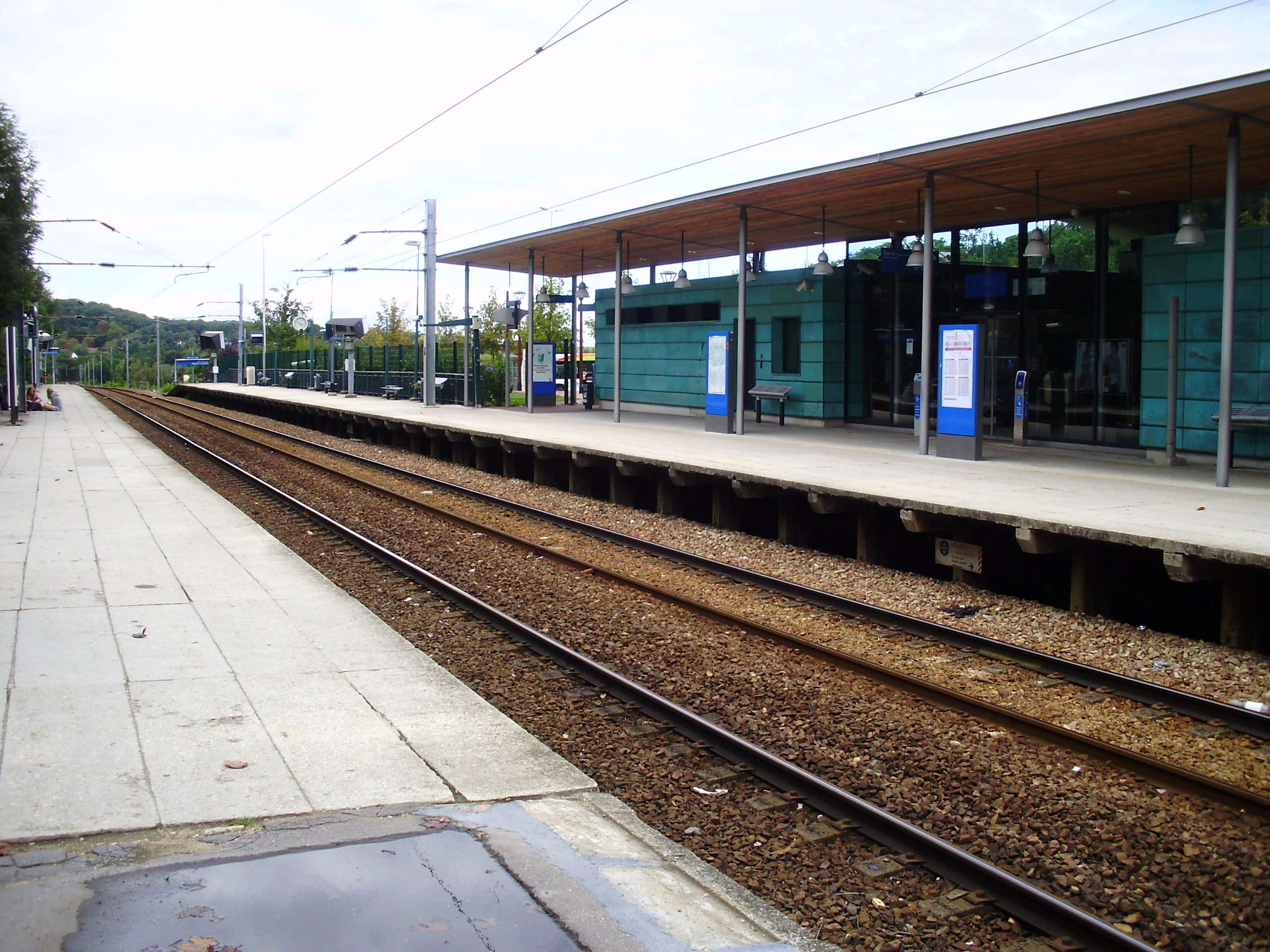
La gare de « La Châtaigneraie-Beauregard », aujourd'hui dénommée « La Celle-Saint-Cloud », en août 2010.

Dès la fin du XIXe siècle, la Compagnie de l'Ouest envisage l'électrification de ses lignes de banlieue. En effet, l'accélération médiocre des locomotives à vapeur ainsi que les inévitables mouvements de locomotives dans les gares terminales, malgré les progrès de l'exploitation, réduisent le débit des lignes. De plus, l'exploitation vapeur de lignes de banlieue au trafic dense amène un déficit croissant. Mais en 1908, la situation financière critique de la Compagnie entraîne son rachat par l'État, qui reprend l'exploitation des lignes le 1er janvier 1909.
L'électrification de la ligne est réalisée progressivement durant les années 1920, avec alimentation en courant continu 650 V par 3e rail. La section de Paris à Bécon-les-Bruyères est électrifiée le 27 avril 1924 puis la ligne de Saint-Germain l'est à son tour de juin 1926 à mars 1927. Enfin, la ligne de Versailles-Rive-Droite est mise sous tension le 22 juillet 1928, suivie de la ligne de Saint-Cloud à Saint-Nom-la-Bretèche le 15 mai 1931.
Elle ne connaît pas de modifications connexes d'envergure, hormis la création d'un terminus partiel de « zone » à Garches - Marnes-la-Coquette et la généralisation des quais hauts. Mais elle voit surtout son antique matériel à traction vapeur, très critiqué pour son inconfort, remplacé par les rames « Standard » modernes, qui demeurent emblématiques de la banlieue Saint-Lazare durant plus de cinquante ans.
En avril 1959, un nouvel arrêt est créé sur la ligne à La Défense. Il a pour objectif de desservir le Centre des nouvelles industries et technologies ou CNIT, mais cette halte est alors considérée comme provisoire et n'est ouverte que lors de manifestations. La gare définitive n’est ouverte qu'en 1968 avec comme vocation de desservir le quartier des affaires qui est en plein développement depuis le début des années 1960.
En octobre 1959, un autre nouvel arrêt est créé, sur le territoire de la commune de La Celle-Saint-Cloud. D'abord dénommé « La Châtaigneraie-Beauregard », il prend plus tard le nom de cette commune et la gare suivante Bougival - La Celle-Saint-Cloud devient alors simplement Bougival. En 1962, le block automatique lumineux est installé de Garches à Saint-Nom-la-Bretèche.
Le 1er octobre 1972, la section Nanterre-Université – Saint-Germain est cédée par la SNCF à la RATP pour être incorporée dans la ligne A du RER. Le tracé d'origine est alors scindé en deux, avec une première partie de la gare Saint-Lazare à la gare de Nanterre-Université sur le réseau Transilien Paris Saint-Lazare et une seconde partie de la gare de Nanterre-Université (à l'époque « La Folie - Complexe universitaire ») à la gare de Saint-Germain-en-Laye sur la ligne A du RER.

### Réélectrification du réseau

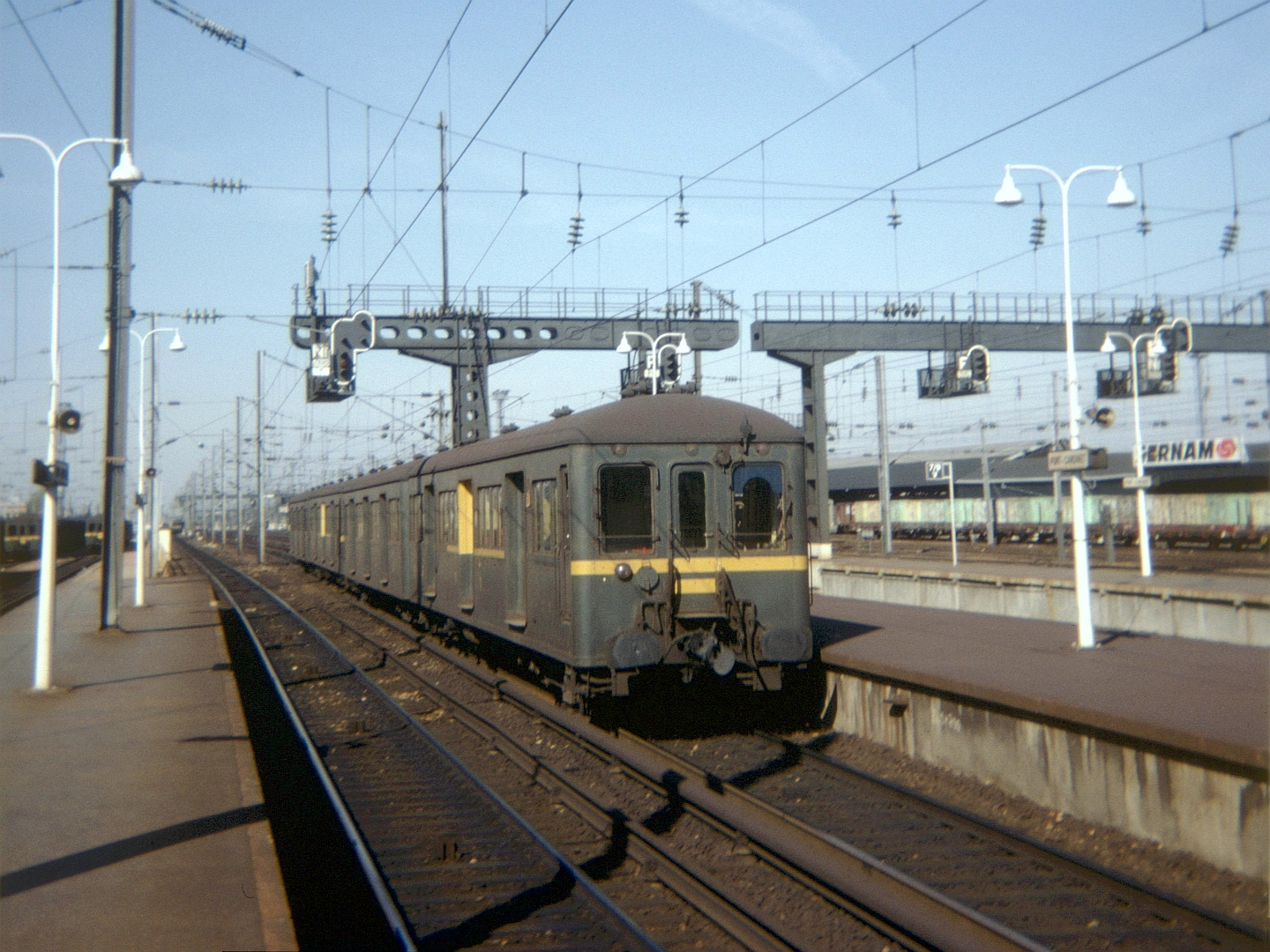
Une rame « Standard » fonctionnant grâce à un troisième rail, entre en gare de Pont-Cardinet également électrifiée en 25000 volts, en septembre 1976.

En 1967, les lignes Paris - Versailles / Saint-Nom sont les seules du réseau Saint-Lazare à demeurer encore électrifié par troisième rail, avec la ligne d'Auteuil (groupe I) et une section du groupe III. Durant les années 1960, la banlieue ouest connaît un important développement démographique provoquant une croissance continue du trafic, la création du quartier de La Défense ne pouvant qu'accélérer ce mouvement.
Pourtant, la desserte par des rames standard en fin de vie, alimentées par troisième rail, ne permet pas de proposer une amélioration conséquente de la desserte par zone. De plus, le remplacement du troisième rail, proche de sa limite d'usure, et la rénovation des sous-stations électriques, elles aussi arrivées à leur limite d'âge, entraîneraient des coûts très élevés, hors de proportion avec l'amélioration à prévoir par cette modernisation. Il est donc préféré une réélectrification par caténaire en 25 000 volts monophasé de la ligne de Versailles et de son antenne de Saint-Nom-la-Bretèche, à l'image de la conversion progressive à cette tension des autres groupes du réseau.
Les travaux de réélectrification imposent de nombreuses modifications : abaissement de la plate-forme dans les tunnels et adaptation voire reconstruction de plusieurs ponts routiers pour dégager le gabarit électrification, aménagement du plan des voies afin d'améliorer les vitesses limites et l'exploitation, etc.
Le 20 septembre 1966, la section Paris-St-Lazare – Gare de triage d'Achères est électrifiée.
Le 14 mai 1968, la section Gare de triage d'Achères – Bifurcation de Neuville est mise sous tension en courant alternatif 25 kV.
Le 9 septembre 1976, la section de Paris à Saint-Cloud est mise sous tension avec les raccordements de la Folie et de La Défense, affectés au trafic de marchandises, ainsi que les voies contiguës du groupe III entre Asnières et Bécon, permettant d'éventuels reports.
Le 15 septembre 1977, la section de Saint-Cloud à Versailles-Rive-Droite est à son tour mise sous tension ainsi qu'une première section de la ligne de Saint-Nom-la-Bretèche jusqu'à Garches - Marnes-la-Coquette.

### Antenne de Cergy

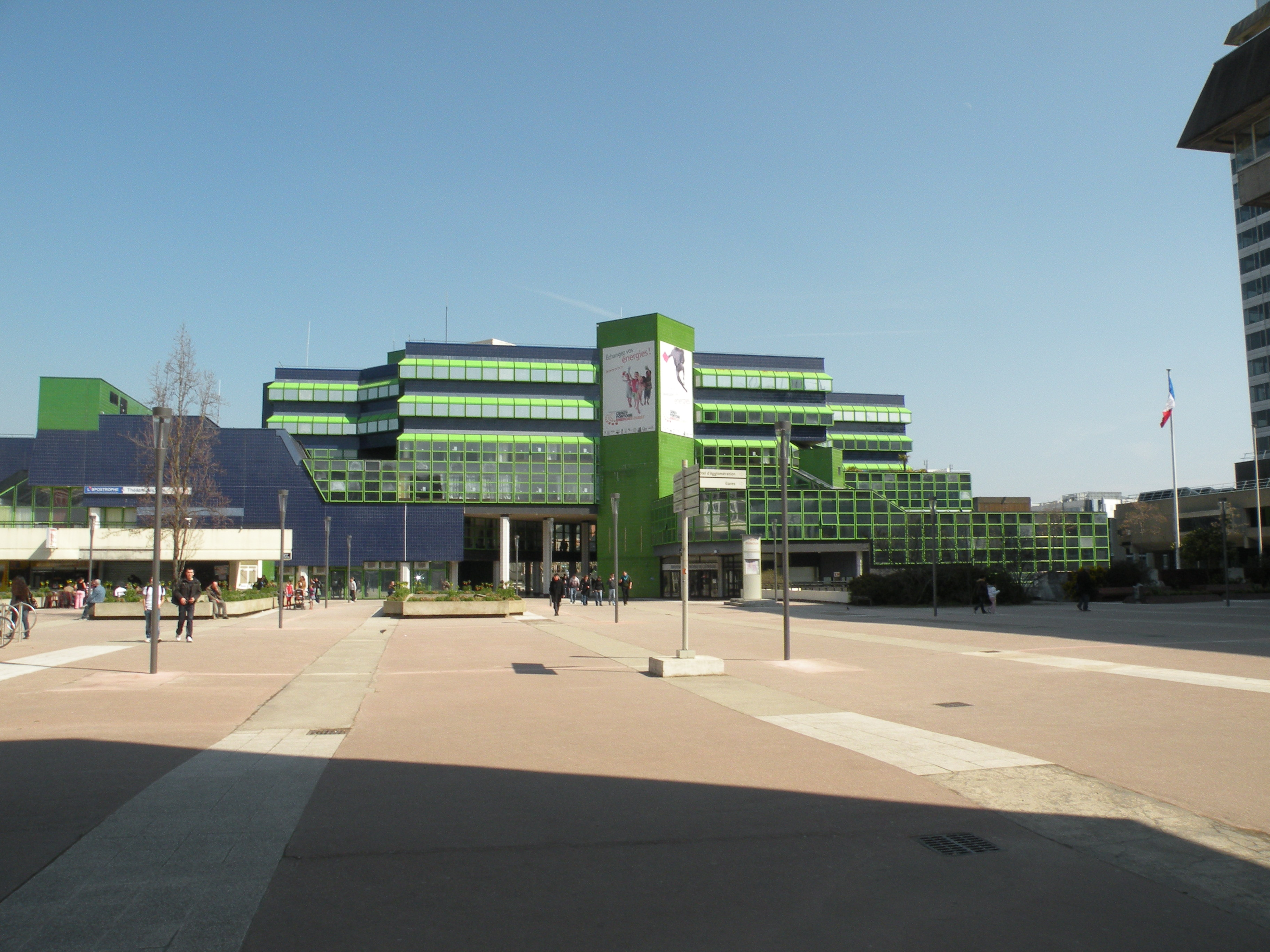
L'hôtel d'agglomération de Cergy-Pontoise.

En 1974, il est décidé de relier la ville nouvelle de Cergy-Pontoise à Paris, en utilisant les voies existantes puis de nouvelles voies. Ce choix réserve de plus la possibilité de raccorder la ville nouvelle à La Défense dans le cadre de la future interconnexion Ouest du RER A.
Le Schéma directeur d'aménagement et d'urbanisme de la région de Paris (SDAURP) de 1965 envisageait, pour desservir la ville nouvelle, de créer une ligne transversale RER qui relierait le sud-ouest au nord-ouest francilien via les gares de Montparnasse et de Saint-Lazare en empruntant la ligne Ermont – Pontoise duquel elle se détacherait entre Pierrelaye et Montigny-Beauchamp, en direction de la plaine agricole d’Herblay, pour aboutir à Cergy-Pontoise. Ce projet est finalement abandonné mais, dans les années 1970, trois autres demeuraient à l'étude pour une desserte qui devenait de plus en plus urgente au vu de l’urbanisation en forte croissance. Deux de ces projets étaient ferroviaires : une virgule Pierrelaye – Cergy amorcée sur la ligne Paris-Nord – Pontoise, unique rescapée du vaste projet de transversale RER, et un projet visant à utiliser à la fois les voies du réseau Saint-Lazare et à créer de nouvelles sections pour aboutir à Cergy. Le troisième vise à relier Cergy-Pontoise à La Défense en dix minutes grâce à un aérotrain. Ce projet, jugé totalement inadapté à ce type de desserte, est abandonné du fait de difficultés techniques difficilement surmontables liées au caractère urbain du tracé, et de la crise du pétrole qui n’arrange aucunement le type de propulsion jusqu’ici développé. Le projet de « virgule » ayant été également abandonné, la SNCF s'est alors vue dans l'obligation d’étudier dans l’urgence, une alternative ferroviaire plus classique pour cette ligne de Cergy, déclarée d’utilité publique le 26 avril 1976.

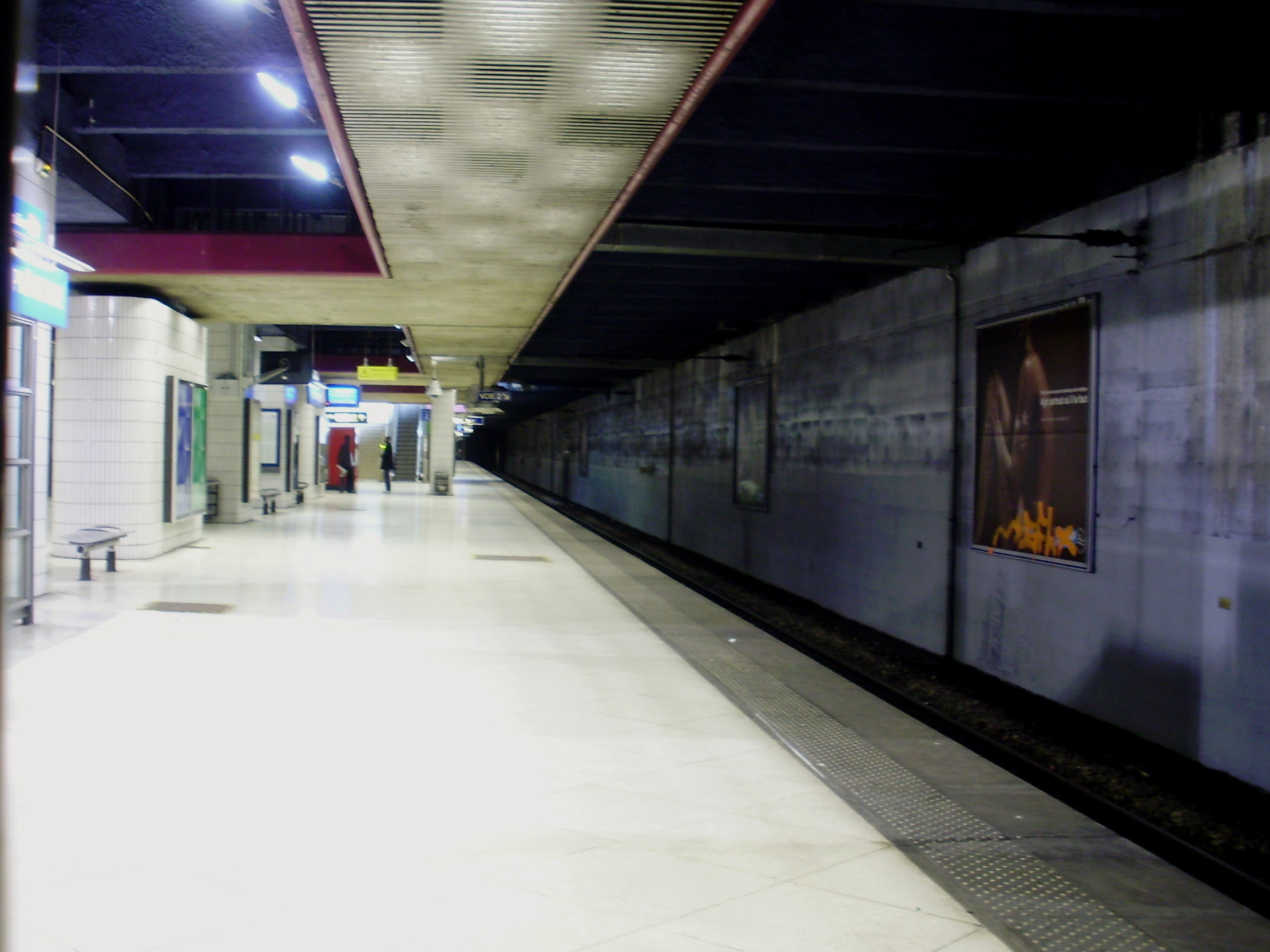
La gare de Cergy-Préfecture.

Le 31 mars 1979, la desserte ferroviaire de Cergy-Pontoise est lancée et connaît un succès immédiat. Elle aboutit à Cergy-Préfecture et est en correspondance avec la ligne A du RER à la gare de Nanterre-Université.
Le 29 septembre 1985, la ligne de Cergy est prolongée jusqu'à la nouvelle gare de Cergy-Saint-Christophe, dont le bâtiment voyageurs, édifié au-dessus des voies, fait l'objet d'une grande recherche architecturale avec ses deux horloges monumentales devenues célèbres. La gare comprend deux voies à quai de 225 mètres de longueur, les voies s'achevant en arrière-gare par deux tiroirs de garage. L'ensemble est placé sous la dépendance d'un petit poste d'aiguillage tout relais à transit souple (PRS), destiné à télécommander celui de Cergy-Préfecture.
Elle est desservie à raison d'un train toutes les quinze minutes aux heures de pointe et toutes les trente minutes aux heures creuses, après 35 minutes de trajet. La fréquentation de la nouvelle gare est d'emblée excellente. La réouverture de la gare de Conflans-Fin-d'Oise, sur la ligne d'Achères à Pontoise, intervient en parallèle, et permet aux trains Paris – Cergy de donner correspondance à ceux de la ligne de Paris-Saint-Lazare à Mantes-Station par Conflans-Sainte-Honorine.
Le 29 mai 1988, un raccordement est établi entre Nanterre-Préfecture et la gare de Houilles - Carrières-sur-Seine permettant, ainsi, de créer la branche de la ligne A du RER vers Cergy-Saint-Christophe.
Le 29 août 1994, la ligne de Cergy est enfin prolongée de Cergy-Saint-Christophe à Cergy-le-Haut,.

### Tangentielles et Transilien

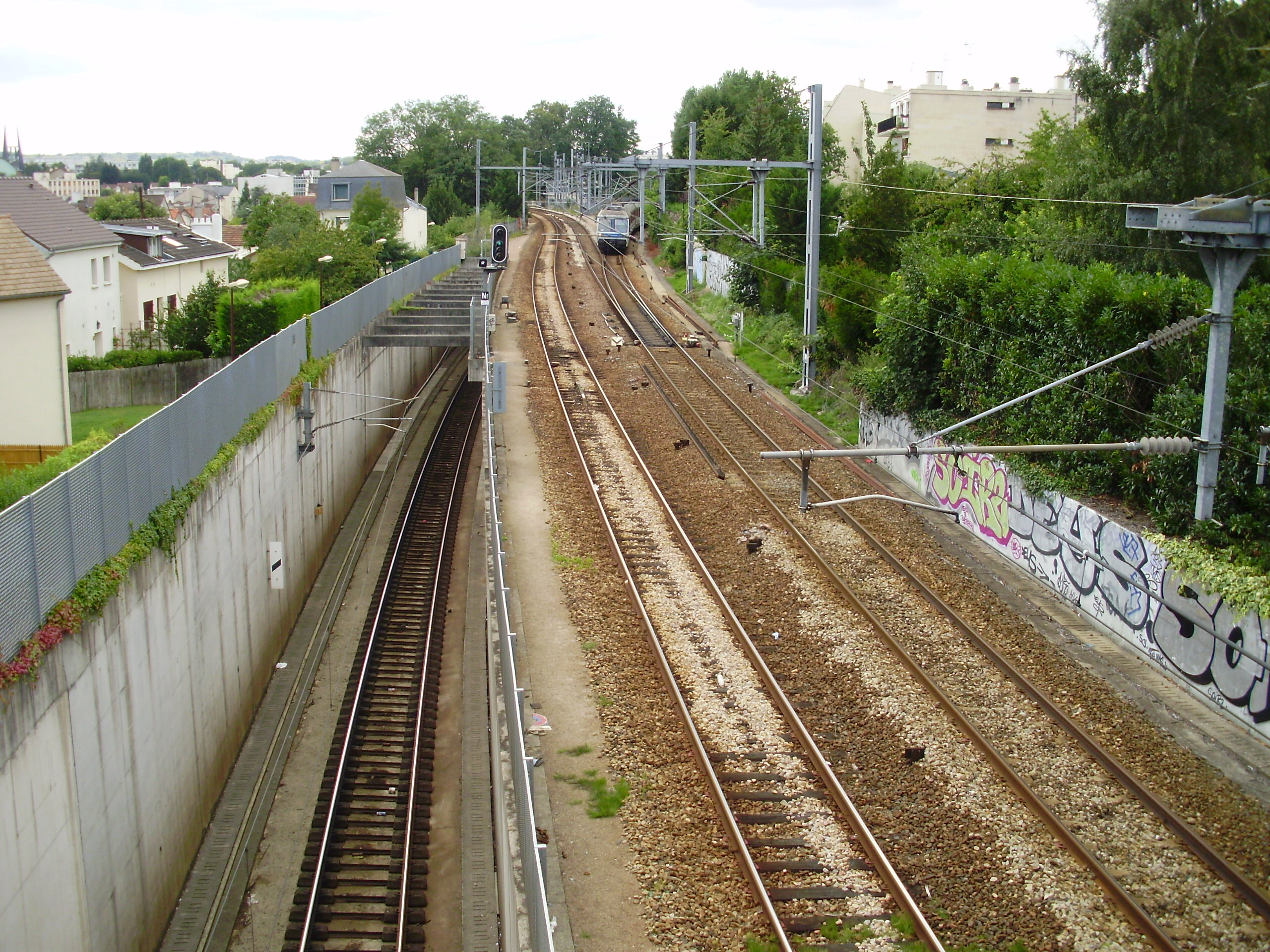
Le saut-de-mouton de Viroflay.

Le 20 mai 1995, une nouvelle liaison ferroviaire est mise en service afin de relier La Défense à Saint-Quentin-en-Yvelines (Ligne La Défense – La Verrière), grâce à la construction d’un saut-de-mouton à Viroflay, à l’électrification du viaduc de Viroflay à Porchefontaine et à la création d’un tiroir (voie en butoir qui permet de garer ou retourner un train) et au ripage (travaux qui consistent à lever et déplacer une voie) d’une voie en gare de La Défense. Les trains de cette liaison empruntent les voies de la branche Paris/Versailles-Rive-Droite entre Viroflay et La Défense, ce qui évite aux voyageurs une correspondance entre les gares de Viroflay-Rive-Droite et Viroflay-Rive-Gauche.
Le 1er septembre 1999, la première classe  est supprimée dans tous les trains du réseau de banlieue, ainsi que dans le RER. Elle n'était utilisée à l'époque que par 1 % des voyageurs. Elle avait déjà été abandonnée dans le métro de Paris en 1991.
Le 20 septembre 1999, le label Transilien est lancé. Il institue une norme minimale d'aménagement et de rénovation des gares et du matériel roulant, et un signe pour la caractériser de manière visible auprès du grand public. Le nom devient très rapidement une marque commerciale, à l'image du TGV, du TER ou d'Intercités, pour désigner l'offre de transport public de la Société nationale des chemins de fer français (SNCF) en Île-de-France.
En 2001, la SNCF élabore une nomenclature afin de désigner les lignes Transilien non RER. Celle-ci est portée à la connaissance de la clientèle, par le biais de la publication de l'édition 2001 du plan du réseau ferré francilien, uniquement sur la version affichée en gare. Dans cette nomenclature, la SNCF désigne le réseau Transilien Paris Saint-Lazare comme étant la « ligne F du Transilien ».
Le 12 décembre 2004, une autre tangentielle est mise en service, la Grande ceinture Ouest, sur l'itinéraire de la ligne ferroviaire de Grande Ceinture de Paris dans les Yvelines, entre les gares de Saint-Germain-en-Laye-Grande-Ceinture et de Noisy-le-Roi. Elle est en correspondance avec la relation Paris – Saint-Nom-la-Bretèche à la gare de Saint-Nom-la-Bretèche - Forêt de Marly.

### Naissance de la ligne L

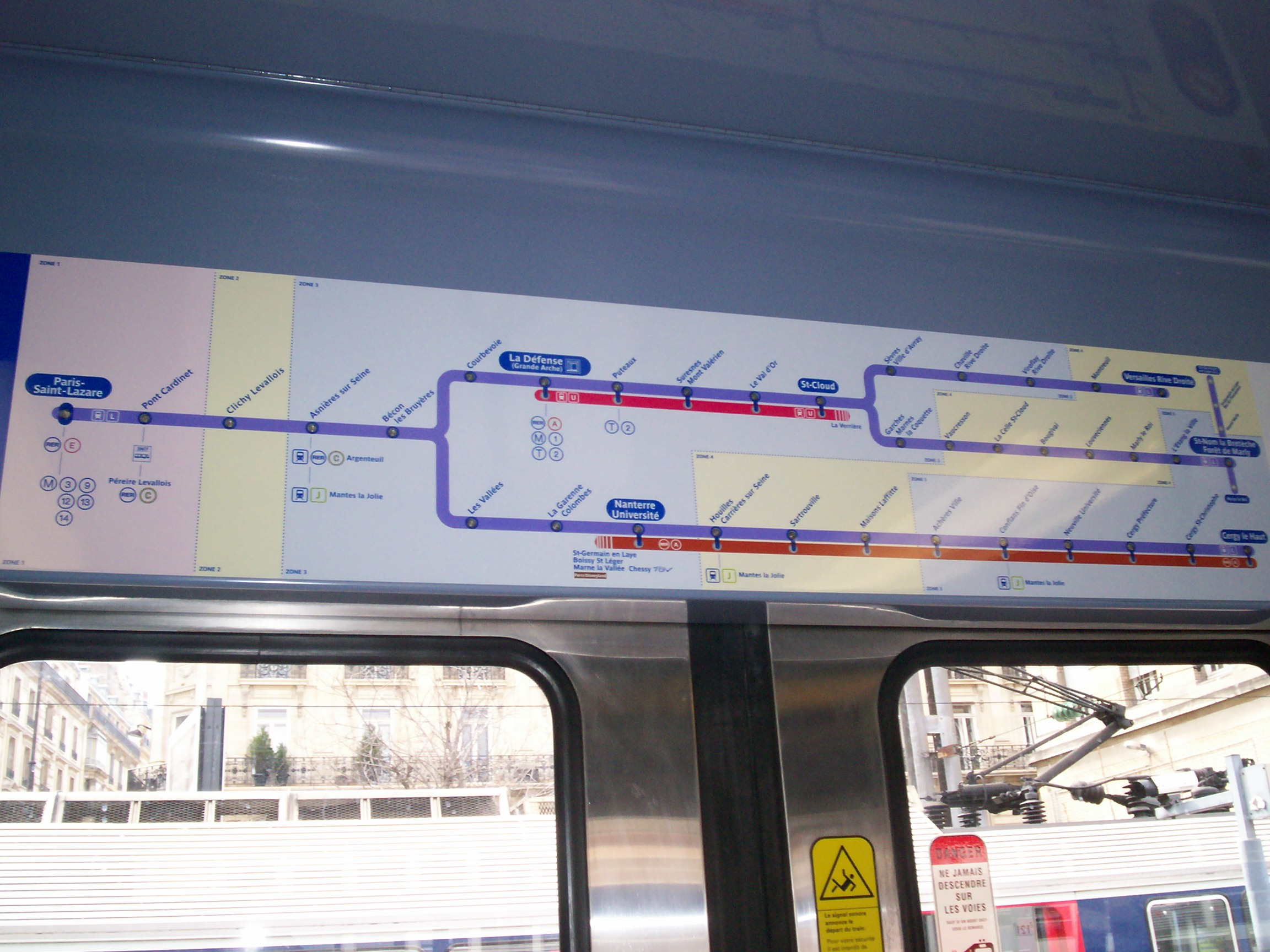
Le plan de la « ligne L du Transilien », dans une rame Z 6400 en 2006.

Fin 2004, la nomenclature des lignes Transilien est remaniée. La « ligne L du Transilien » est constituée, à la suite de la scission de la ligne F, par la reprise des groupes II et III. Les groupes IV, V et VI ont donné quant à eux naissances à la ligne J.
Le 4 février 2008, les missions reliant Paris-Saint-Lazare à Maisons-Laffitte en journée en semaine sont limitées à Nanterre-Université, à la suite du doublement de l'offre de trains sur le RER A  en heures creuses en direction de Cergy. Toutefois, elles demeurent en début de service et en soirée toute la semaine ainsi que les samedis, dimanches et fêtes, toute la journée.
Depuis le 14 décembre 2008, deux nouvelles mesures ont été mises en place.
Aux heures de pointe, les trains reliant Cergy à Saint-Lazare s'arrêtent désormais à Pont-Cardinet. Cette desserte est assurée par ces trains, le matin en direction de Saint-Lazare et le soir en direction de Cergy-le-Haut. Ce renforcement d’offre avait pour objectif d’améliorer les déplacements des voyageurs de ou vers le quartier des Batignolles et de proposer aux voyageurs une alternative à l’utilisation de la ligne 13 du métro qui dessert également ce quartier ; la concertation publique sur le prolongement de la ligne 14 jusqu'à Mairie de Saint-Ouen a cependant permis d'établir que l'ajout d'une station de métro au niveau de Pont-Cardinet répondrait davantage aux attentes.
De plus, l’offre a été modifiée pour offrir une amplitude de service identique sur les branches Versailles-Rive-Droite et Saint-Nom-la-Bretèche.

### Arrivée du Francilien

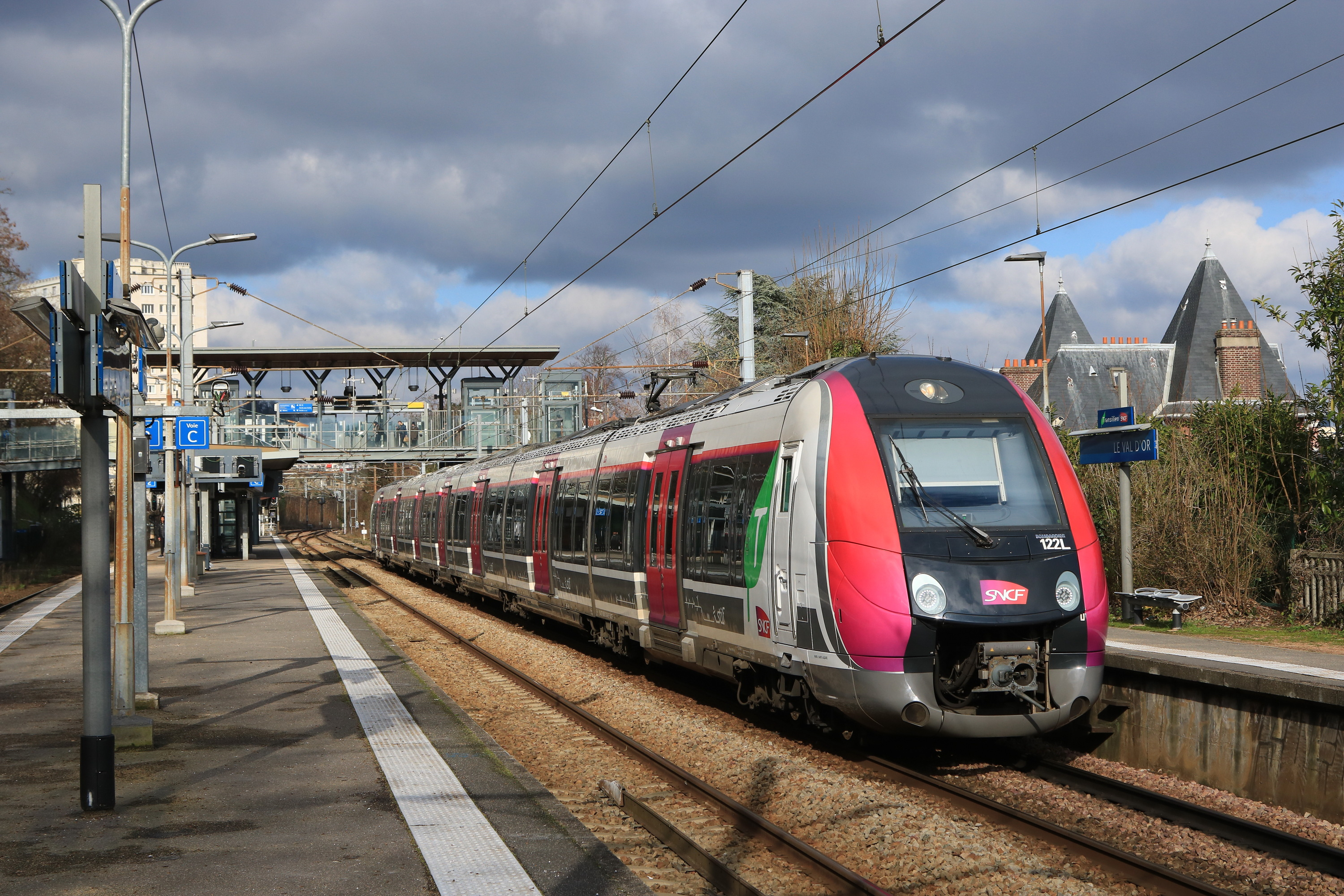
Une Z 50000 en gare du Val d'Or.

Le 15 juillet 2013, les rames Francilien (Z 50000) en version courte, ont été mises en service sur l'axe Paris-Saint-Lazare – Bécon-les-Bruyères, avec quelques trains prolongés jusqu'à Nanterre-Université. La première mission commerciale, assurée en train court jusqu'à la fin août 2013, était celle du train BOPE de 7 h 02 (Paris Saint-Lazare – Bécon les Bruyères).
Dix-sept exemplaires seront livrés pour un montant total d'environ 170 millions d'euros financé à 50 % par le STIF. Ils ont une longueur de 94,31 m et sont composés à sept caisses avec une caisse centrale raccourcie, contrairement aux éléments des lignes H et P (longs de 112,50 m, à huit caisses articulées). Les quais relativement courts de la gare Saint-Lazare, d'une longueur de 190 mètres, imposent une longueur maximale plus courte pour les rames destinées à la banlieue Saint-Lazare, afin qu'elles puissent constituer des rames de deux éléments en unité multiple. Ces rames courtes (une unité de sept voitures) ont une capacité de 760 voyageurs par unité, contre 922 voyageurs pour la « version longue » de huit voitures ; il n'y a donc aucune augmentation de l'offre, les Z 6400 actuelles accueillant 773 voyageurs par élément.
Cette arrivée a permis le redéploiement des rames Z 20500 entre 2013 et 2014, puis la radiation des Z 6400 entre 2016 et 2020.
Le 11 décembre 2013, le Syndicat des transports d'Île-de-France (STIF) a validé au cours de son conseil d'administration l'acquisition de 19 rames Francilien supplémentaires afin d'équiper la ligne L du réseau Transilien à partir de la fin 2017, en remplacement de quelques rames inox, sous réserve de la bonne réalisation par Réseau ferré de France (RFF) des travaux de mise en conformité du réseau ferré et  des aménagements d’infrastructures nécessaires. L'investissement représente au total plus de 900 millions d’euros, montant comprenant également celui de la commande de 24 rames Francilien pour les lignes H et K ainsi que de 48 rames Regio 2N pour la ligne R du réseau Transilien. Il est financé à parts égales par le STIF et par la SNCF dans le cadre du contrat STIF/SNCF.
Le 1er septembre 2014, les rames Francilien (Z 50000) sont également affectées aux missions Paris-Saint-Lazare – Cergy-le-Haut avec deux rames doubles déployées,,. Le 10 décembre 2017, la ligne L Sud a vu circuler les premières des 22 rames affectées à la relation de Paris-Saint-Lazare à Versailles-Rive-Droite. Le 3 septembre 2018, les nouvelles rames commencent également à circuler sur l'axe Paris-Saint-Lazare – Saint-Nom-la-Bretèche. Depuis le 5 novembre 2020, ces rames assurent la totalité des missions de la ligne L avec la fin du retrait des Z 6400 du service commercial.

### Refonte de la ligne L Sud
Le 13 décembre 2015, le service annuel 2016 est entré en vigueur, entraînant une importante refonte de la grille horaire sur le groupe II de la ligne L.
Les trains de la branche de Versailles-Rive-Droite desservent dorénavant dans les deux sens toutes les gares de Versailles-Rive-Droite à Saint-Cloud, Suresnes-Mont-Valérien, La Défense, et toutes les gares d'Asnières-sur-Seine à Paris-Saint-Lazare. Les trains de la branche Saint-Nom-la-Bretèche desservent désormais quant à eux dans les deux sens toutes les gares de Saint-Nom-la-Bretèche au Val d'Or, toutes les gares de Puteaux à Bécon-les-Bruyères, et Paris-Saint-Lazare. Cette nouvelle grille horaire permet de mieux irriguer la gare de La Défense, gare la plus utilisée du groupe II aux heures de pointe. De nouveaux arrêts sont créées à Asnières, Clichy-Levallois et Pont-Cardinet, toute la journée, permettant de rejoindre La Défense sans changement. Par ailleurs, les dessertes banlieue-banlieue sont significativement améliorées avec nettement plus de relations désormais sans changement, avec au maximum une correspondance sans rebroussement pour relier deux gares du groupe II entre elles, excepté pour effectuer le trajet entre les deux gares voisines du Val d'Or et de Suresnes-Mont-Valérien pour lequel il faudra aller jusqu'à Puteaux ou Saint-Cloud puis faire demi-tour.
La desserte est désormais la même tout au long de la journée (sauf trains d'extrême matinée et de soirée). Seul l'intervalle entre les trains est plus faible durant les heures de pointe par rapport au reste de la journée. Ainsi, légèrement moins de trains circulent aussi bien aux heures de pointe qu'aux heures creuses par rapport à la situation actuelle, sauf aux heures creuses au-delà de Saint-Cloud vers Saint-Nom où ce sera le contraire. Cette légère réduction du trafic aux heures de pointe (à l'heure la plus chargée, seize trains par sens entre Saint-Cloud et La Défense, au lieu de dix-huit, soit toutes les 10 minutes au lieu de 7 minutes) doit permettre de fluidifier le trafic. La nouvelle politique de desserte permet, sur une plage de deux heures, d'augmenter les dessertes dans une grande majorité de gares, ou de les maintenir inchangées.
Le 14 décembre 2020, une correspondance supplémentaire avec la ligne 14 du métro est possible, par la voie publique, à la gare de Pont-Cardinet, lors de l'ouverture du prolongement de cette ligne de Saint-Lazare à Mairie de Saint-Ouen, pour soulager la ligne 13 du métro et pour mieux desservir le projet urbain de Clichy-Batignolles,.

### De la Grande ceinture Ouest au T13
La Grande ceinture Ouest n'est plus exploitée depuis fin juin 2019. Elle est remplacée par la ligne de tramway 13 entre Saint-Cyr et Saint-Germain-en-Laye depuis le 6 juillet 2022

## Infrastructure

Logo de la ligne L pour Île-de-France Mobilités.

### Ligne

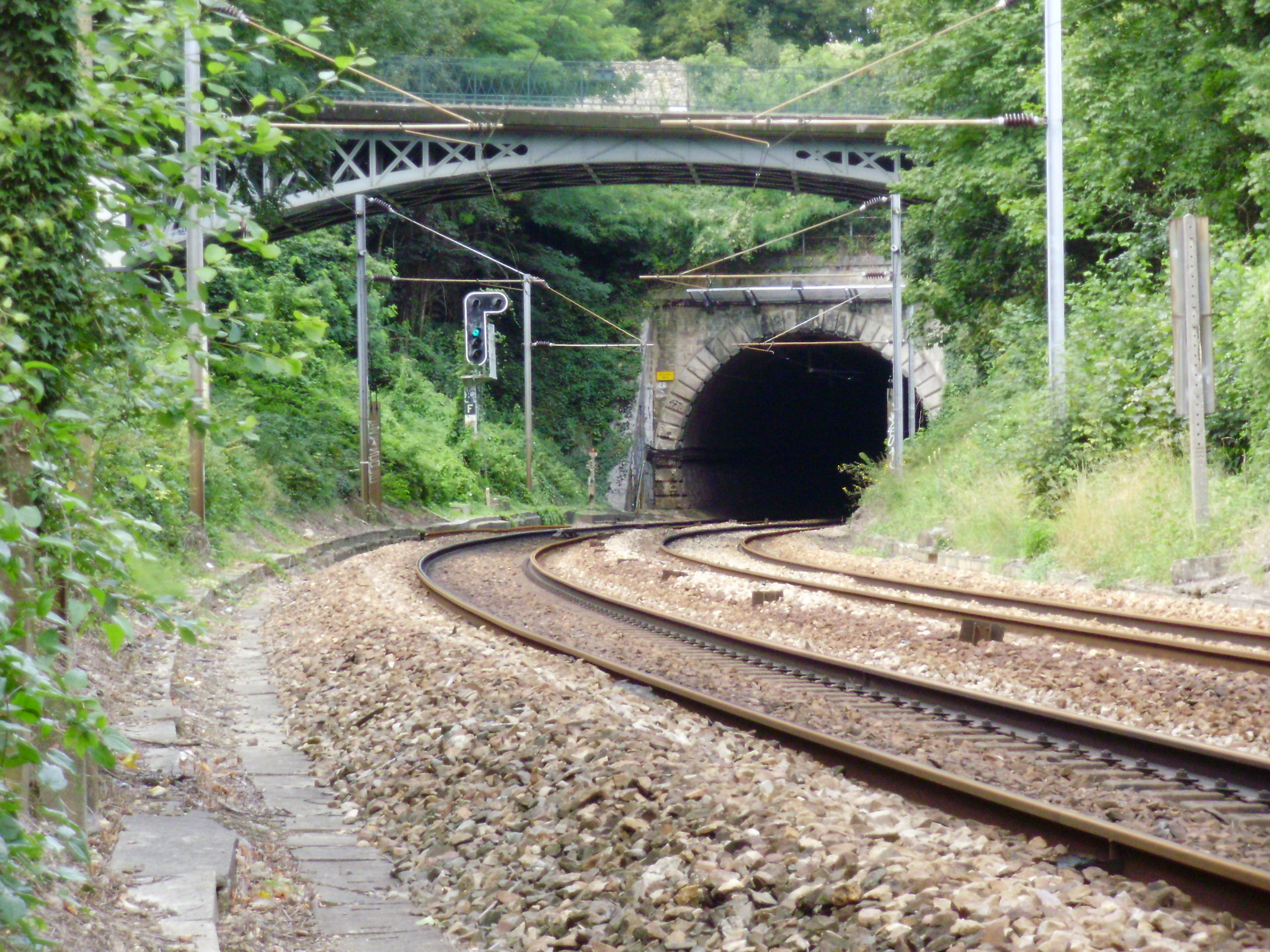
L'entrée du tunnel de Louveciennes.

La ligne L du Transilien part de Paris-Saint-Lazare et se divise en deux branches à Bécon-les-Bruyères, l'une se dirigeant vers Cergy-le-Haut et une autre qui se subdivise, à nouveau, à Saint-Cloud pour aboutir aux gares de Saint-Nom-la-Bretèche et de Versailles-Rive-Droite.
À Saint-Nom-la-Bretèche, se situait la correspondance avec la Grande ceinture Ouest (GCO) qui reliait, entre 2004 et 2019, Saint-Germain-en-Laye-Grande-Ceinture à Noisy-le-Roi via la ligne de la grande ceinture de Paris.
Elle est le fruit de l'utilisation conjuguée des lignes ferroviaires suivantes :
- Ligne de Paris-Saint-Lazare à Saint-Germain-en-Laye, ouverte de 1837 à 1892, entre Paris-Saint-Lazare et Nanterre-Université par Bécon-lès-Bruyères ;
- Ligne de Paris-Saint-Lazare à Versailles-Rive-Droite, ouverte en 1839, entre Asnières-sur-Seine et Versailles - Rive-Droite par La Défense et Saint-Cloud ;
- Ligne de Paris-Saint-Lazare au Havre, ouverte en 1843, entre Asnières-sur-Seine et le dépôt d'Achères ;
- Ligne d'Achères à Pontoise, ouverte en 1877, entre le dépôt d'Achères et le niveau de la bifurcation de Neuville ;
- Ligne de Saint-Cloud à Saint-Nom-la-Bretèche - Forêt-de-Marly, ouverte de 1884 à 1889, entre Saint-Cloud et Saint-Nom-la-Bretèche - Forêt de Marly ;
- Ligne de la bifurcation de Neuville à Cergy-Préfecture, ouverte de 1979 à 1994, entre la bifurcation de Neuville et Cergy-le-Haut.

### Tension d'alimentation
La ligne est électrifiée comme tout le réseau Saint-Lazare en 25 kV-50 Hz monophasé.

### Vitesses limites

#### Groupe II

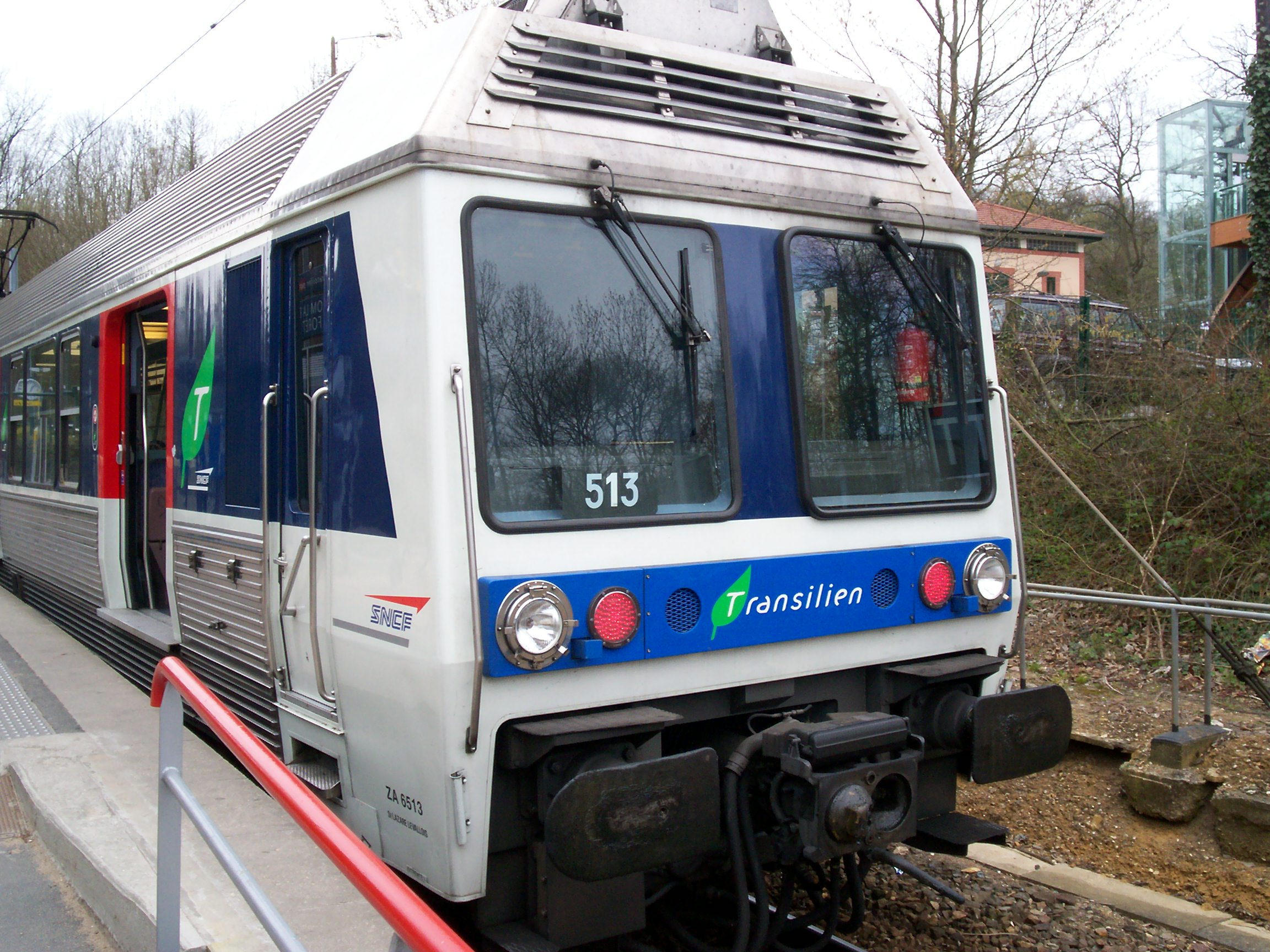
Une rame Z 6400 en gare de Saint-Nom-la-Bretèche - Forêt de Marly, en 2006.

Sur la ligne de Paris-Saint-Lazare à Versailles-Rive-Droite, les vitesses limites en 2011 pour les automotrices de banlieue (Z 50000), en sens impair, et sur les voies directes de Paris-Saint-Lazare à Versailles - Rive Droite, étaient les suivantes :
| De (PK)                          | À (PK)                           | Limite (km/h) |
| -------------------------------- | -------------------------------- | ------------- |
| Paris-Saint-Lazare (PK 0,0)      | Portique A2 (PK 0,4)             | 40            |
| Portique A2 (PK 0,4)             | Pont-Cardinet (PK 1,7)           | 60            |
| Pont-Cardinet (PK 1,7)           | Bif. de Courbevoie (PK 6,3)      | 70            |
| Bif. de Courbevoie (PK 6,3)      | Sèvres - Ville-d'Avray (PK 16,6) | 90            |
| Sèvres - Ville-d'Avray (PK 16,6) | Montreuil (PK 21,6)              | 110           |
| Montreuil (PK 21,6)              | Versailles-Rive-Droite (PK 22,9) | 80            |

Sur la ligne de Saint-Cloud à Saint-Nom-la-Bretèche - Forêt-de-Marly, compte tenu de son profil, en long et en plan, assez difficile avec des courbes de faible rayon (400 mètres) et des rampes importantes de l'ordre de 15 ‰, la vitesse est limitée à 90 km/h, dans le sens normal de circulation,,.

#### Groupe III
Sur la section de Paris-Saint-Lazare à Cergy-le-Haut, les vitesses limites en 2012 pour les automotrices circulant sur la ligne (Z 50000, MI 2N et MI 09) en sens impair, sont les suivantes :
| De (PK)                            | À (PK)                             | Limite (km/h) |
| ---------------------------------- | ---------------------------------- | ------------- |
| Paris-Saint-Lazare (PK 0,0)        | Portique A3 (PK 0,4)               | 30            |
| Portique A3 (PK 0,4)               | Pont-Cardinet (PK 1,7)             | 60            |
| Pont-Cardinet (PK 1,7)             | Les Vallées (PK 7,0)               | 70            |
| Les Vallées (PK 7,0)               | Nanterre-Université (PK 10,2)      | 90            |
| Nanterre-Université (PK 10,2)      | Sartrouville (PK 15,5)             | 90            |
| Sartrouville (PK 15,5)             | Achères (bif. de Dieppe) (PK 18,1) | 120           |
| Achères (bif. de Dieppe) (PK 18,1) | Cergy-Préfecture (PK 32,8)         | 100           |
| Cergy-Préfecture (PK 32,8)         | Cergy-le-Haut (PK 38,4)            | 90            |

## Liste des gares
La ligne L dessert trente-six gares des Groupes II et III.

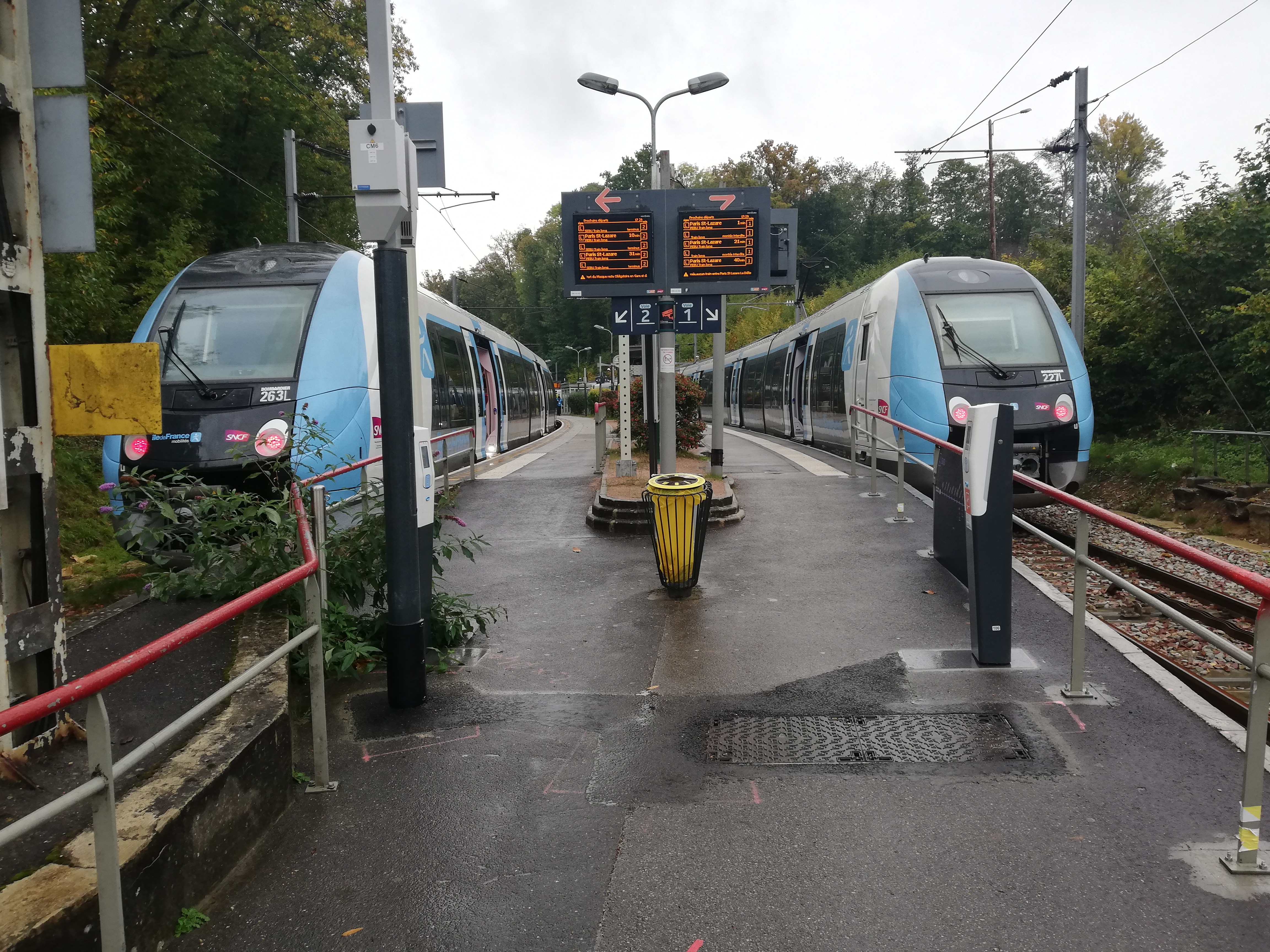
Deux rames Z 50000 en livrée Île-de-France Mobilités à la gare de Saint-Nom-la-Bretèche - Forêt de Marly.

|  |   |  |   |  |   |  | Gare                                   | Zone | Communes                                     | Correspondances                                                                |
|  | - |  | - |  | - |  | -------------------------------------- | ---- | -------------------------------------------- | ------------------------------------------------------------------------------ |
|  | ■ |  |   |  |   |  | Cergy-le-Haut                          | 5    | Cergy                                        | (RER) · (A)                                                                    |
|  | • |  |   |  |   |  | Cergy-Saint-Christophe                 | 5    | Cergy                                        | (RER) · (A)                                                                    |
|  | • |  |   |  |   |  | Cergy-Préfecture                       | 5    | Cergy                                        | (RER) · (A)                                                                    |
|  | • |  |   |  |   |  | Neuville-Université                    | 5    | Neuville-sur-Oise                            | (RER) · (A)                                                                    |
|  | • |  |   |  |   |  | Conflans-Fin-d'Oise                    | 5    | Conflans-Sainte-Honorine                     | (RER) · (A) · Transilien · Ligne J du Transilien                               |
|  | • |  |   |  |   |  | Achères-Ville                          | 5    | Achères                                      | (RER) · (A)                                                                    |
|  | • |  |   |  |   |  | Maisons-Laffitte                       | 4    | Maisons-Laffitte                             | (RER) · (A)                                                                    |
|  | • |  |   |  |   |  | Sartrouville                           | 4    | Sartrouville                                 | (RER) · (A)                                                                    |
|  | • |  |   |  |   |  | Houilles - Carrières-sur-Seine         | 4    | Houilles                                     | (RER) · (A) · Transilien · Ligne J du Transilien                               |
|  | • |  |   |  |   |  | Nanterre-Université                    | 3    | Nanterre                                     | (RER) · (A)                                                                    |
|  | • |  |   |  |   |  | La Garenne-Colombes                    | 3    | La Garenne-Colombes, Colombes                | (Charlebourg, par la voie publique)                                            |
|  | • |  |   |  |   |  | Les Vallées                            | 3    | Bois-Colombes, Colombes, La Garenne-Colombes |                                                                                |
|  |   |  | ■ |  |   |  | Versailles-Rive-Droite                 | 4    | Versailles                                   |                                                                                |
|  |   |  | • |  |   |  | Montreuil                              | 4    | Versailles                                   |                                                                                |
|  |   |  | • |  |   |  | Viroflay-Rive-Droite                   | 3    | Viroflay                                     | (T) · (6)                                                                      |
|  |   |  | • |  |   |  | Chaville-Rive-Droite                   | 3    | Chaville                                     | Transilien · Ligne U du Transilien                                             |
|  |   |  | • |  |   |  | Sèvres - Ville-d'Avray                 | 3    | Sèvres                                       | Transilien · Ligne U du Transilien                                             |
|  |   |  |   |  | ■ |  | Saint-Nom-la-Bretèche - Forêt de Marly | 5    | L'Étang-la-Ville                             | (T) · (13)                                                                     |
|  |   |  |   |  | • |  | L'Étang-la-Ville                       | 5    | L'Étang-la-Ville                             | (L'Étang - Les Sablons, à distance)                                            |
|  |   |  |   |  | • |  | Marly-le-Roi                           | 4    | Marly-le-Roi                                 |                                                                                |
|  |   |  |   |  | • |  | Louveciennes                           | 4    | Louveciennes                                 |                                                                                |
|  |   |  |   |  | • |  | Bougival                               | 4    | La Celle-Saint-Cloud                         |                                                                                |
|  |   |  |   |  | • |  | La Celle-Saint-Cloud                   | 4    | La Celle-Saint-Cloud                         |                                                                                |
|  |   |  |   |  | • |  | Vaucresson                             | 4    | Vaucresson                                   |                                                                                |
|  |   |  |   |  | • |  | Garches - Marnes-la-Coquette           | 3    | Garches                                      |                                                                                |
|  |   |  | • |  |   |  | Saint-Cloud                            | 3    | Saint-Cloud                                  | (Parc de Saint-Cloud, par la voie publique)                                    |
|  |   |  | • |  |   |  | Le Val d'Or                            | 3    | Saint-Cloud                                  | (Les Coteaux, par la voie publique)                                            |
|  |   |  | • |  |   |  | Suresnes-Mont-Valérien                 | 3    | Suresnes                                     | (Suresnes - Longchamp, par la voie publique)                                   |
|  |   |  | • |  |   |  | Puteaux                                | 3    | Puteaux                                      | Transilien · Ligne U du Transilien · (T) · (2)                                 |
|  |   |  | • |  |   |  | La Défense Grande Arche                | 3    | Puteaux                                      | (M) · (1) · (RER) · (A) · (E) · Transilien · Ligne U du Transilien · (T) · (2) |
|  |   |  | • |  |   |  | Courbevoie                             | 3    | Courbevoie                                   |                                                                                |
|  | • |  |   |  |   |  | Bécon-les-Bruyères                     | 3    | Courbevoie                                   |                                                                                |
|  | • |  |   |  |   |  | Asnières-sur-Seine                     | 3    | Asnières-sur-Seine                           | Transilien · Ligne J du Transilien                                             |
|  | • |  |   |  |   |  | Clichy - Levallois                     | 2    | Clichy, Levallois-Perret                     |                                                                                |
|  | • |  |   |  |   |  | Pont-Cardinet                          | 1    | Paris 17e                                    | (M) · (14)                                                                     |
|  | ■ |  |   |  |   |  | Paris-Saint-Lazare                     | 1    | Paris 8e                                     | (Saint-Augustin) (Auber) (Haussmann - Saint-Lazare) TER Normandie              |

(Les gares en gras servent de départ ou de terminus à certaines missions)

## Exploitation
La ligne L est une ligne exploitée par la SNCF avec des rames de type Z 50000 composant un parc commun avec la ligne J.
Depuis le 13 décembre 2015, l'exploitation a été revue sur le groupe II, avec l'ajout d'une desserte régulière des gares de Pont-Cardinet, Clichy - Levallois, également desservies par le groupe III, de la gare d'Asnières-sur-Seine, également desservie par les groupes III, IV et VI, tandis que les gares de La Garenne-Colombes et des Vallées sont desservies par le groupe III, comme la gare de Nanterre-Université (également desservie par le RER A).

### Noms des missions

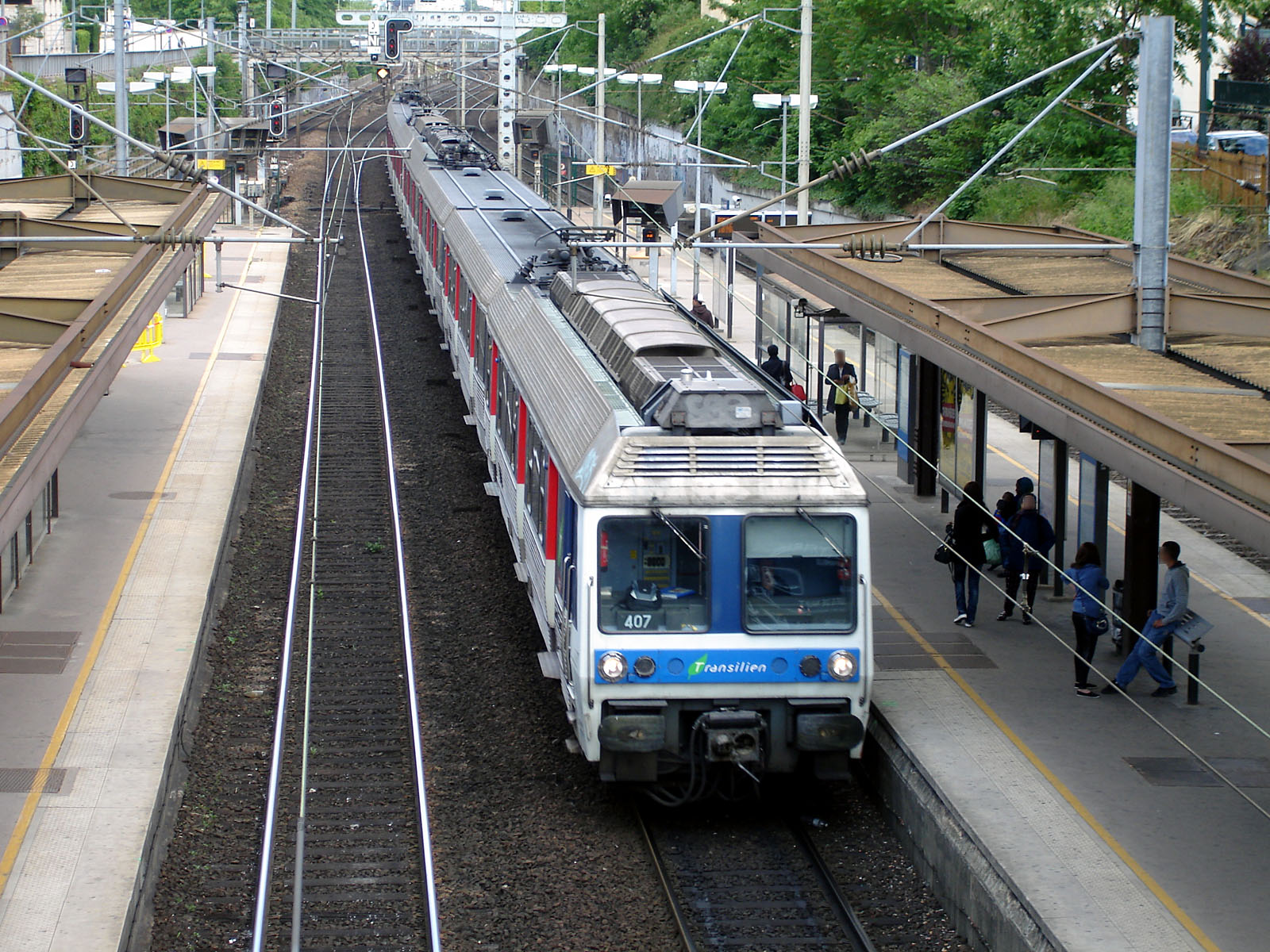
Une rame Z 6400 entrant en gare de Maisons-Laffitte, en 2010.

Les codes missions de la ligne L du Transilien sont composés de quatre lettres. Ils apparaissent dans les horaires, sur les écrans d'affichage « Infogare ». Ils sont utilisés par la SNCF pour l'exploitation de la ligne mais aussi pour faciliter la vie des voyageurs.
1re lettre : destination du train
- F : Maisons-Laffitte
- N : Nanterre-Université
- P : Paris-Saint-Lazare
- S : Saint-Nom-la-Bretèche - Forêt de Marly
- U : Cergy-le-Haut
- V : Versailles-Rive-Droite

2e lettre : type de desserte du train
- A : Semi-direct
- E / U : Autres dessertes
- I : Direct
- O : Omnibus

3e lettre : précision sur les gares intermédiaires
- A : Asnières-sur-Seine
- B : Bécon-les-Bruyères
- C : Clichy - Levallois
- L : La Défense ou Les Vallées
- M : Nanterre-Université
- P : Pont-Cardinet
- S : Suresnes-Mont-Valérien

4e lettre
Elle n’a pas de signification particulière, mais elle permet de rendre le tout prononçable.
Tableau des missions
| Destinations           | Codes missions (régulières seulement)                |
| ---------------------- | ---------------------------------------------------- |
| Maisons-Laffitte       | FOPE                                                 |
| Nanterre-Université    | NOPE                                                 |
| Paris-Saint-Lazare     | PALS, PASA, PEBU, PEGE, POPI, POPU, POSA, POVA, POPE |
| Saint-Nom-la-Bretèche  | SEBU, SILS, SOPA                                     |
| Cergy-le-Haut          | UEGE, UOPY                                           |
| Versailles-Rive-Droite | VOLA, VASA                                           |

Exemples :
- FALY = F en direction de Maisons-Laffitte, A semi-direct, L dessert notamment Les Vallées ;
- NOPE = N en direction de Nanterre-Université, O omnibus, P dessert notamment Pont-Cardinet ;
- PIBE = P en direction de Paris-Saint-Lazare, I direct, B dessert notamment Bécon-les-Bruyères ;
- VASA = V en direction de Versailles-Rive-Droite, A semi-direct, S dessert notamment Suresnes-Mont-Valérien.

### Plan de transport de la ligne
Le plan de transport de la ligne L se caractérise par une organisation par groupes :
- Groupe II : il concerne la  ligne de Paris-Saint-Lazare à Versailles-Rive-Droite et son antenne la ligne de Saint-Cloud à Saint-Nom-la-Bretèche - Forêt-de-Marly, nommée Groupe II bis
- Groupe III : il concerne la ligne  de Paris Saint-Lazare à Nanterre-Université (ligne de Paris-Saint-Lazare à Saint-Germain-en-Laye) et à  Cergy-le-Haut.

#### Groupe II

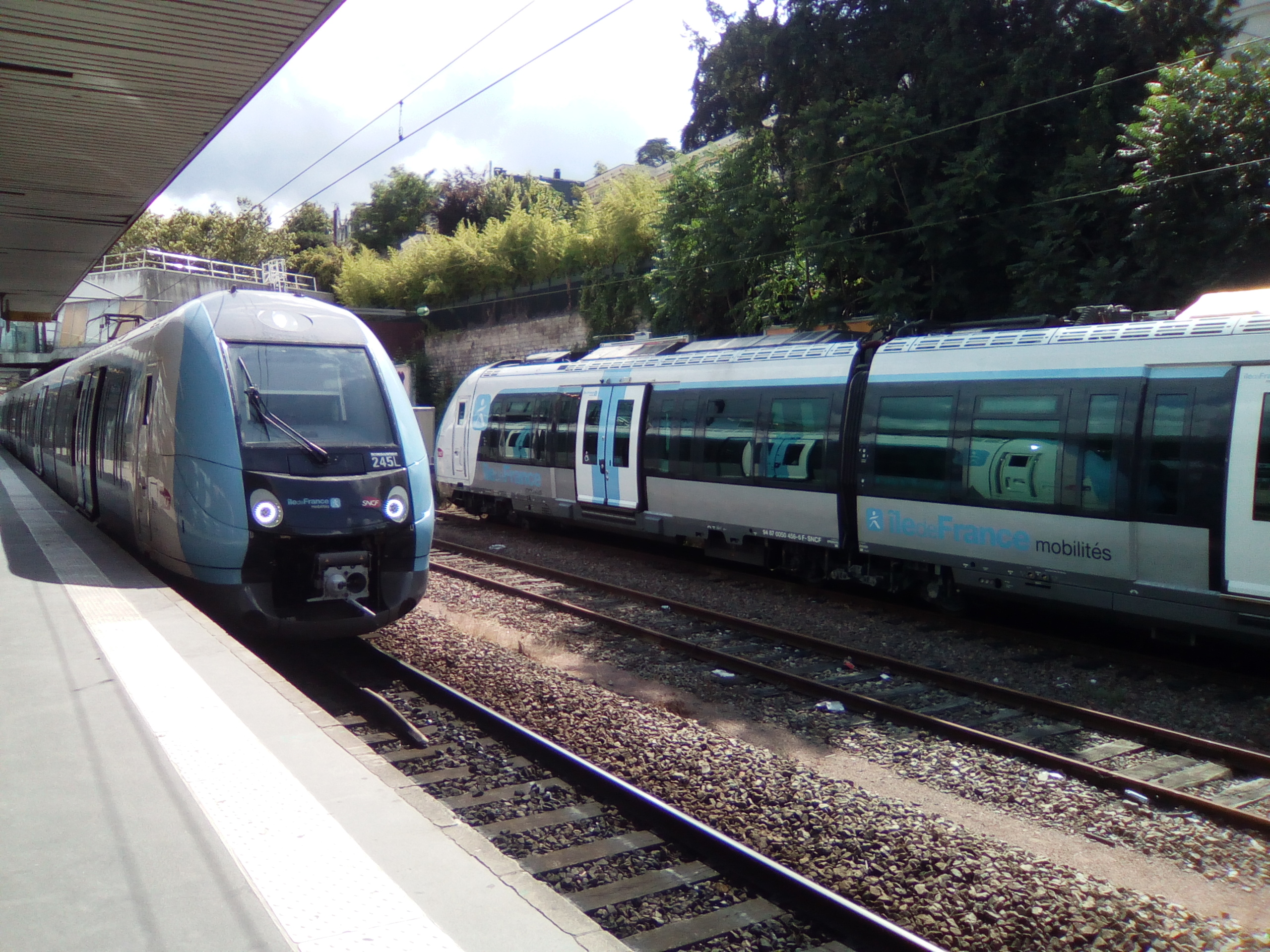
Une rame Z 50000 en gare de Saint-Cloud.

En décembre 2022, le plan de transport du groupe II est le suivant :
Heures de pointe
Pendant les heures de pointe (du lundi au vendredi de 7 h 30 à 10 h et de 17 h à 19 h 30 environ), la grille horaire de la ligne prévoit douze trains par heure sur le tronc commun (hors ligne U). L'offre de transport comprend :
- six allers-retours Paris-Saint-Lazare – Saint-Nom-la-Bretèche - Forêt de Marly par heure (soit en moyenne un toutes les dix minutes), desservant toutes les gares de Bécon-les-Bruyères à Saint-Nom-la-Bretèche sauf Suresnes-Mont-Valérien (code PEBU vers Paris, code SEBU vers la banlieue) ;
- six allers-retours Paris-Saint-Lazare – Versailles-Rive-Droite par heure (soit en moyenne un toutes les dix minutes), en alternance avec les missions Saint-Nom, desservant toutes les gares de Paris-Saint-Lazare à Asnières-sur-Seine, puis La Défense - Grande Arche, Suresnes-Mont-Valérien et toutes les gares de Saint-Cloud à Versailles-Rive-Droite (code PASA vers Paris, code VASA vers la banlieue).

Heures creuses
Pendant les heures creuses de semaine (du lundi au vendredi de 6 h 30 à 7 h 30, de 10 h à 17 h et de 19 h 30 à 21 h environ) et le samedi (de 6h à 21h environ), la grille horaire de la ligne prévoit huit trains par heure sur le tronc commun (hors ligne U). L'offre de transport comprend :
- un aller-retour Paris-Saint-Lazare – Saint-Nom-la-Bretèche tous les quarts d'heure, desservant les mêmes gares qu'aux heures de pointe ;
- un aller-retour Paris-Saint-Lazare – Versailles-Rive-Droite tous les quarts d'heure, toujours en alternance avec les missions Saint-Nom, et desservant les mêmes gares qu'aux heures de pointe.

Le dimanche, de 6 h 30 à 21 h environ, la grille horaire de la ligne prévoit six trains par heure sur le tronc commun (hors ligne U). L'offre de transport comprend :
- un aller-retour Paris-Saint-Lazare – Saint-Nom-la-Bretèche toutes les demi-heures, direct entre Paris et Saint-Cloud en desservant La Défense (code PALS vers Paris, code SILS vers Saint-Nom) ;
- un aller-retour Paris-Saint-Lazare – Versailles-Rive-Droite tous les quarts d'heure desservant toutes les gares du parcours (code POVA vers Paris, code VOLA vers Versailles).

Soirée
Tous les soirs à partir de 21 h environ, la grille horaire de la ligne prévoit quatre trains par heure sur le tronc commun (hors ligne U). L'offre de transport comprend :
- un aller-retour omnibus Paris-Saint-Lazare – Saint-Nom-la-Bretèche toutes les demi-heures (code POSA vers Paris, code SOPA vers la banlieue) ;
- un aller-retour omnibus Paris-Saint-Lazare – Versailles-Rive-Droite toutes les demi-heures (POVA/VOLA) en alternance avec les missions Saint-Nom.

Les premiers trains du matin sont tous omnibus, au rythme d'un aller-retour tous les quarts d'heure entre Paris et Versailles et toutes les demi-heures entre Paris et Saint-Nom.

#### Groupe III

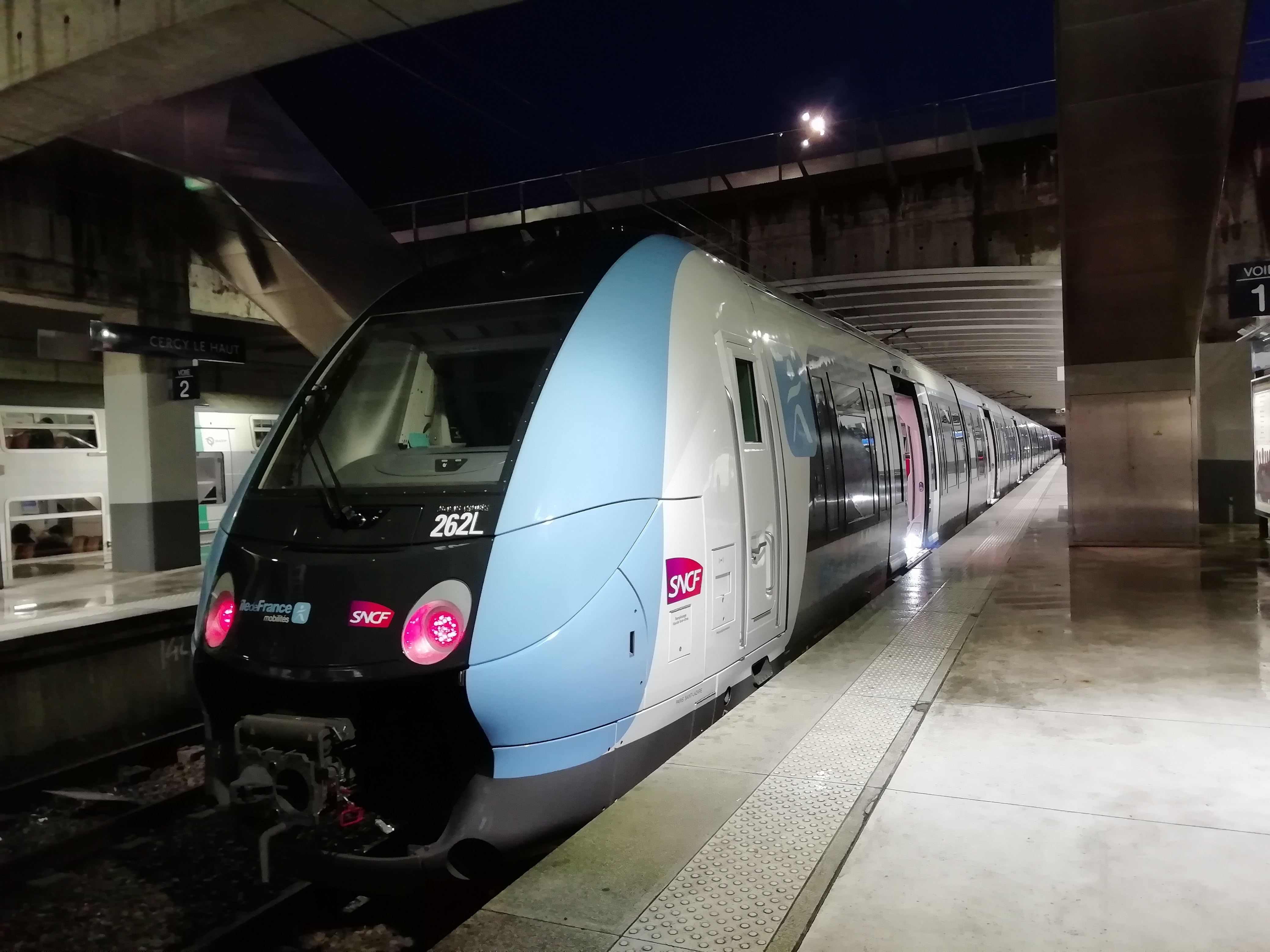
Rame Z 50000 avec la livrée Île-de-France Mobilités en gare de Cergy-le-Haut.

L'offre du groupe III se décompose de la façon suivante, pour chaque sens (toutes les missions sont omnibus sauf indication contraire), :
- du début de service au début de l'heure de pointe du matin, par des missions Paris - Maisons-Laffitte espacées de façon irrégulière d'environ 15 minutes ;
- du lundi au vendredi, en heure de pointe, par une mission Paris - Cergy-le-Haut et une mission Paris - Nanterre-Université toutes les 11 minutes 40 le matin et toutes les 12 minutes 30 le soir, omnibus mais ne desservant pas Maisons-Laffitte en contre-pointe (missions UEGE et PEGE). Entre Paris et Nanterre-Université, les missions Cergy-le-Haut circulent en alternance avec les missions Nanterre-Université, avec un intervalle inégal entre les deux missions ; entre Houilles - Carrières-sur-Seine et Cergy-le-Haut, les missions Cergy-le-Haut circulent en alternance avec les trains du RER A, là aussi avec un intervalle inégal entre les deux lignes[54],[55] ;
- du lundi au vendredi, en heure creuse de la journée, par une mission Paris - Nanterre-Université toutes les 10 minutes, dont une par heure est prolongée jusqu'à Cergy-le-haut ;
- de la fin de l'heure de pointe du soir à la fin de service, par une mission Paris - Maisons-Laffitte toutes les 30 minutes, en alternance régulière avec une mission Paris - Nanterre-Université, offrant ainsi un train toutes les 15 minutes entre Paris et Nanterre ;
- toute la journée les samedis, dimanches et fêtes, par une mission Paris - Maisons-Laffitte toutes les 20 minutes, en alternance régulière avec une mission Paris - Nanterre-Université, offrant ainsi un train toutes les 10 minutes entre Paris et Nanterre ;

En période estivale, toutes les missions ont pour destination Cergy-le-Haut (hors période de travaux où certains trains remplacent aussi le RER A vers la gare de Poissy) et desservent toutes les gares du parcours avec un train toutes les 10 à 12 minutes également.

### Information en temps réel

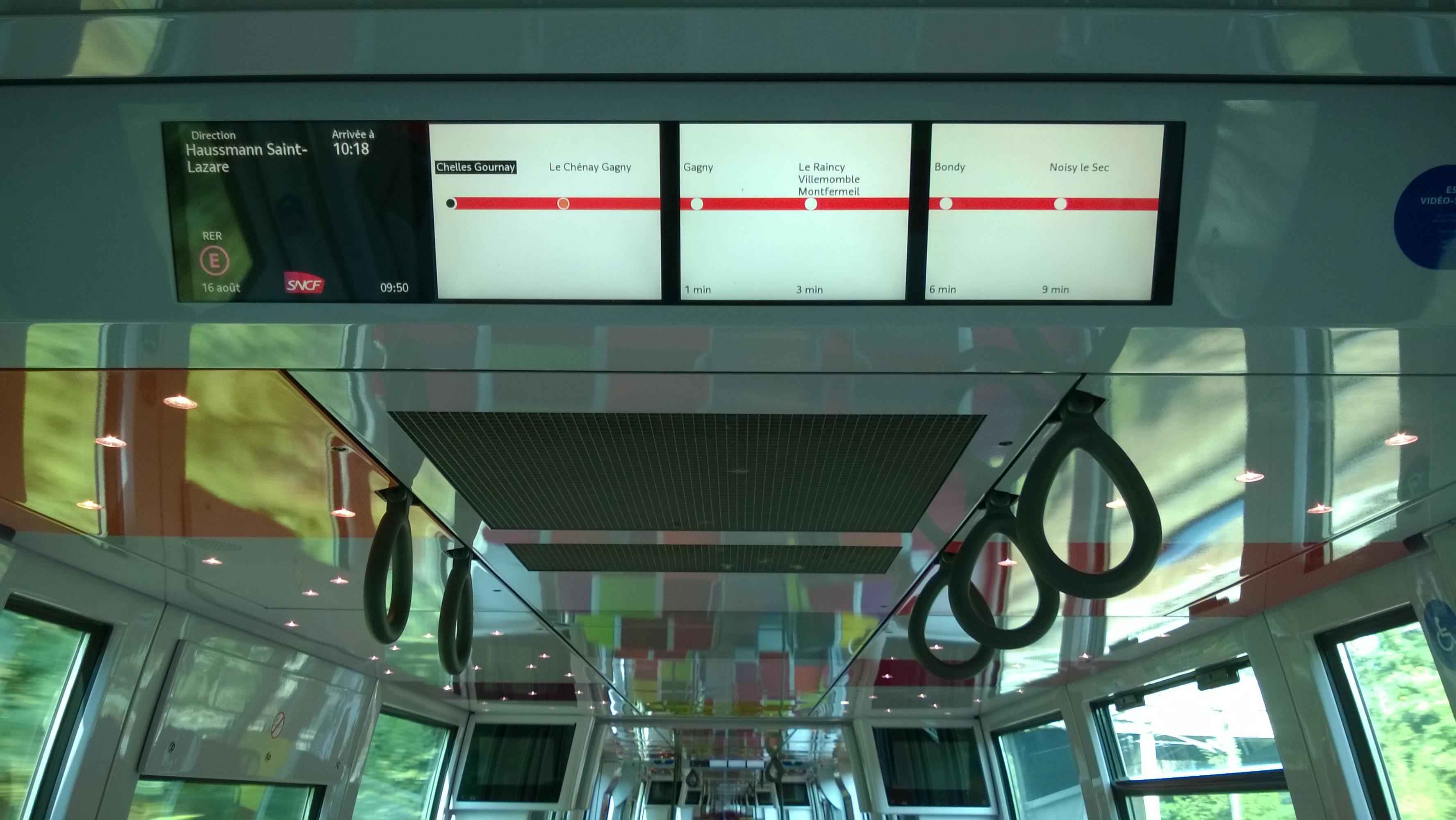
Écrans d'information voyageurs indiquant la desserte du train.

Toutes les gares de la ligne sont équipées du système d’information Infogare, financé par la région Île-de-France et le Syndicat des transports d'Île-de-France : des écrans situés sur les quais et dans les gares informent en temps réel les voyageurs de l’heure de passage des trains ainsi que des perturbations qui peuvent intervenir sur la ligne.
À bord des trains, un système d’information des voyageurs indique, de façon sonore et lumineuse, les gares desservies et la progression en temps réel du train sur la ligne à travers le Système d'information voyageurs embarqué (SIVE), dans les rames Z 50000.

### Matériel roulant
Depuis le 5 novembre 2020, la ligne L du Transilien est intégralement exploitée à l'aide de rames Francilien (Z 50000).

### Ateliers
Le matériel roulant de la ligne L est entretenu dans les ateliers de Levallois, situés à Levallois-Perret, dans les Hauts-de-Seine et au triage d'Achères, situé dans la partie nord de la forêt de Saint-Germain-en-Laye.

### Personnel d'exploitation

#### Agents de conduite

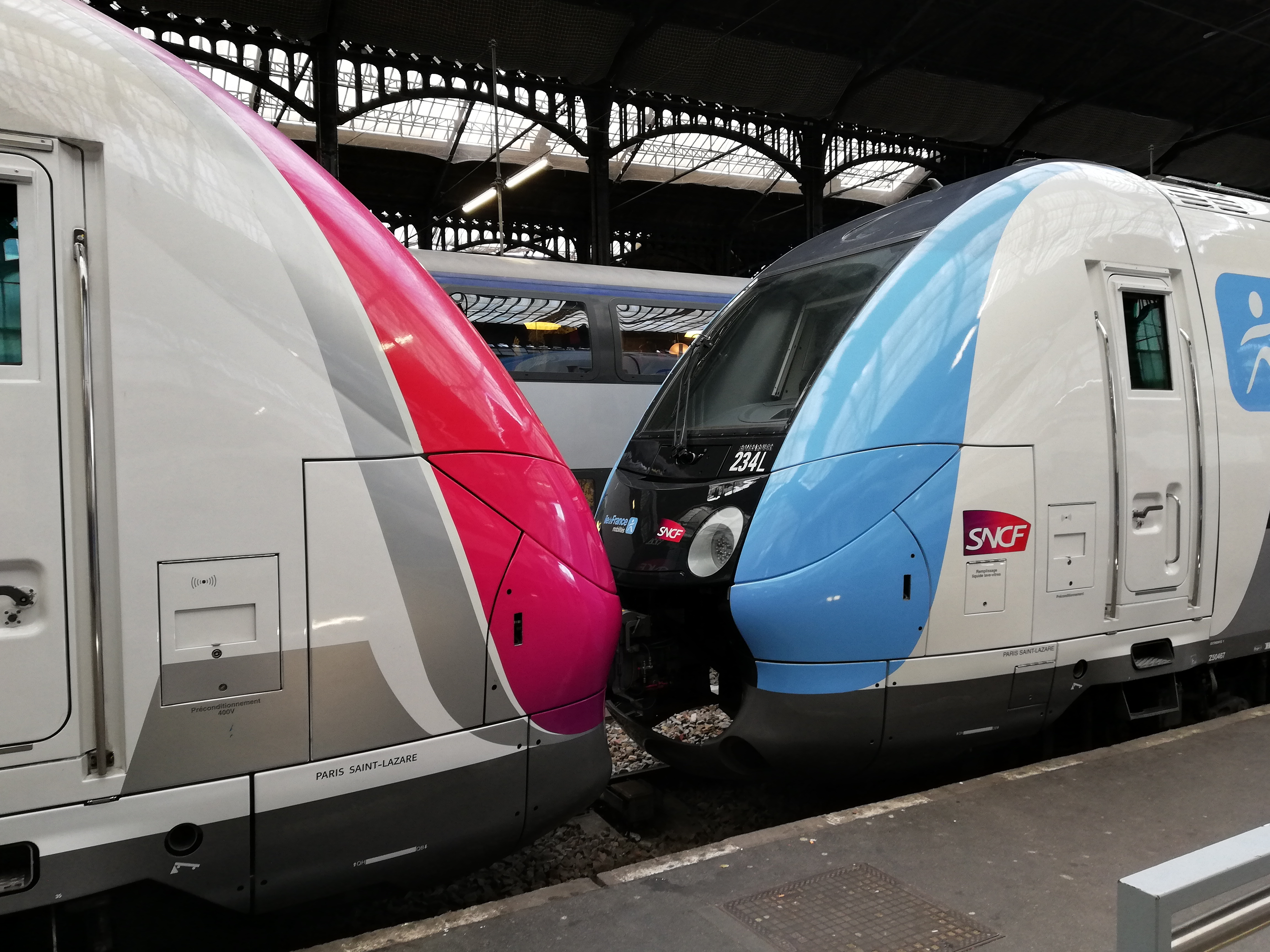
Deux rames Z 50000 en gare de Paris-Saint-Lazare, à gauche en livrée Carmillon, à droite en livrée Île-de-France Mobilités.

Les agents de conduite ne sont pas uniquement affectés à la ligne L. En effet, les conducteurs de la ligne dépendant de la région de Paris-Saint-Lazare, ils peuvent ainsi également assurer d'autres trains sur les autres lignes dépendant de la région comme sur la ligne J ou la partie SNCF de la ligne A du RER.

#### Gestion de la ligne
La gestion opérationnelle de la ligne L est assurée par les agents du Centre Opérationnel Transilien (COT) de Paris-Saint-Lazare.
Le Centre Opérationnel Transilien (COT) de Paris-Saint-Lazare a pour objectif d'assurer l'exécution du plan de transport des lignes J et L, en prenant si nécessaire les mesures visant à optimiser la gestion des moyens tant en matériel (trains) qu'en personnel (agents de conduite, etc.), que ce soit en situation normale comme en situation perturbée. Le plan de transport transcrit les souhaits exprimés par Île-de-France Mobilités, l'autorité organisatrice des transports en Île-de-France en termes d'horaires, de dessertes et de composition des trains (train court ou long).
Le COT gère également les perturbations qu'elles soient d'origine interne à la SNCF (train en panne, train avarié...) ou d'origine externe (tirages de signaux d'alarme abusifs, vandalisme, agression, obstruction de la fermeture des portes, intempéries, accident de personne...), quitte à adapter le plan de transport afin de permettre un retour à la normale du trafic, le plus rapidement possible et dans les meilleures conditions, en supprimant le minimum de trains et en tentant de réduire les retards. De ce fait, il est également chargé de communiquer à la clientèle, les informations concernant l'état du trafic et, si nécessaire, ses conséquences sur le plan de transport (trains retardés, supprimés, mise en place de bus de remplacement), afin de pouvoir lui offrir la meilleure qualité de service possible.

#### Circulation des trains

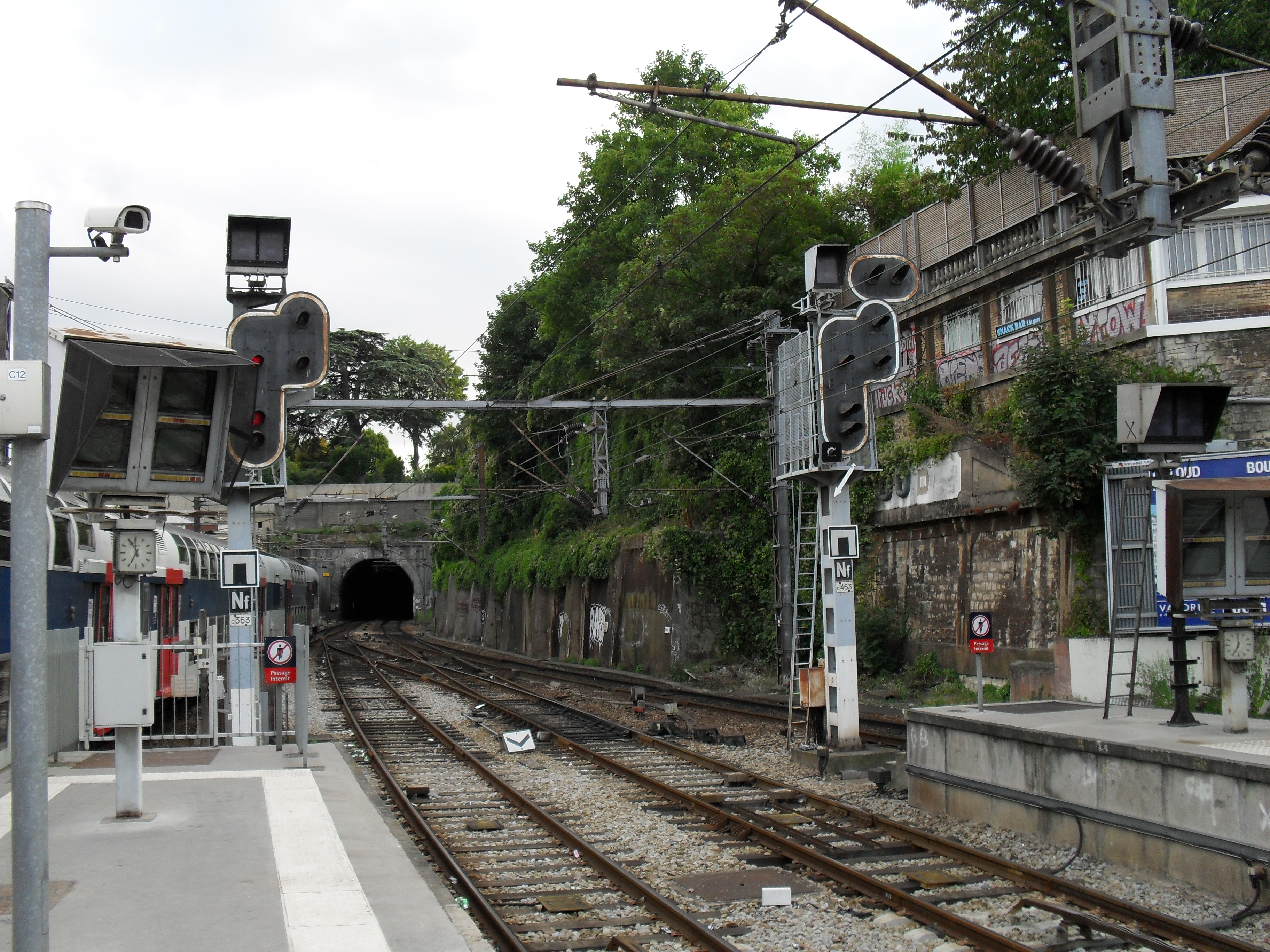
La signalisation ferroviaire en gare de Saint-Cloud.

La circulation des trains proprement dite est gérée par les régulateurs du centre opérationnel de gestion des circulations (COGC) de Paris-Saint-Lazare et, pour la section de ligne de Nanterre-Université à Cergy-le-Haut, par le CCU du RER A à Vincennes.
Le COGC contrôle des secteurs-circulation en collaboration avec des postes d'aiguillage de technologie très variée, du poste mécanique des années 1930 au poste d'aiguillage à relais à commande informatique (PRCI). Ils dépendent de SNCF Réseau, et sont chargés de l'exploitation de l'ensemble des circulations ferroviaires qu'elles soient SNCF (TER, Transilien, Fret...) ou d'autres Entreprises Ferroviaires, tout en garantissant un accès équitable à toutes ces activités et entreprises, pour le compte de SNCF Réseau.
Le COT de Paris-Saint-Lazare est ainsi un des clients du COGC de Paris-Saint-Lazare, au même titre que l'est le Centre Opérationnel du TER Normandie, ou encore l'activité Fret.

### Tarification et financement
La tarification de la ligne est identique à celle en vigueur sur les réseaux RER et Transilien. Un ticket « métro-train-RER », qui remplace les ticket t+ et le billet origine-destination au 1er janvier 2025, permet un trajet simple quelle que soit la distance, avec une ou plusieurs correspondances possibles avec les autres lignes de métro, de Transilien ou de RER pendant une durée maximale de 2 h entre la première et dernière validation. En revanche, un ticket « métro-train-RER » ne permet pas d'emprunter les bus et les tramways, à l'exception des lignes « Tram Express » à titre temporaire.
Cependant, les tarifs fixés par Île-de-France Mobilités se limitent à l'Île-de-France et ne s'appliquent pas aux relations avec les gares situées dans les régions voisines, les voyageurs devant ainsi s'acquitter d'un titre de transport TER pour accéder aux gares « hors zones » situées dans les régions Centre-Val de Loire, Hauts-de-France et Normandie.
Le financement du fonctionnement de la ligne (entretien, matériel et charges de personnel) est assuré par l'exploitant, RATP ou SNCF selon les lignes. Cependant, les tarifs des billets et abonnements dont le montant est limité par décision politique ne couvrent pas les frais réels de transport. Le manque à gagner est compensé par l'autorité organisatrice, Île-de-France Mobilités, présidée depuis 2005 par le président du conseil régional d'Île-de-France et composé d'élus locaux. Elle définit les conditions générales d'exploitation ainsi que la durée et la fréquence des services. L'équilibre financier du fonctionnement est assuré par une dotation globale annuelle aux transporteurs de la région grâce au versement mobilité payé par les entreprises et aux contributions des collectivités locales.

## Projets

### Correspondances prévues
En plus du renouvellement du matériel roulant (remplacement des Z 6400 par les Z 50000), en 2020, la ligne L est principalement concernée dans les prochaines années par de nouvelles correspondances qui vont permettre de mailler la ligne beaucoup plus finement avec le reste du réseau de transport régional. Ces futures correspondances sont prévues avec :
- la ligne E du RER à La Défense, sur le tronc commun des branches de Versailles-Rive-Droite et de Saint-Nom-la-Bretèche, dans le cadre de son prolongement jusqu'à Mantes-la-Jolie depuis son terminus actuel, Nanterre-La-Folie, pour soulager la ligne A du RER, dont la mise en service est prévue partiellement en 2027 et à la fréquence cible en 2029[60] ;
- la ligne 15 du métro de Paris, issue du projet Grand Paris Express, aux gares de Saint-Cloud (à l'horizon 2030) et de La Défense (à l'horizon 2030) sur le tronc commun des branches de Versailles-Rive-Droite et Saint-Nom-la-Bretèche, ainsi qu'à Bécon-les-Bruyères (à l'horizon 2030), sur le tronc commun de la ligne[61],[62]. En effet, la mise en service de la ligne 15 est envisagée à l'horizon 2030 pour le tronçon Pont de Sèvres - Nanterre-La Folie et, pour le tronçon Nanterre-La Folie - Saint-Denis Pleyel à l'horizon de 2031[63] ;
- la ligne 11 du tramway (Sartrouville – Noisy-le-Sec) à la gare de Sartrouville dès son prolongement de part et d'autre de ses terminus provisoires (Épinay-sur-Seine et Le Bourget), prévu à l'horizon 2030. Depuis juillet 2017, la ligne est en service entre Épinay-sur-Seine et Le Bourget[64].

## Lieux desservis

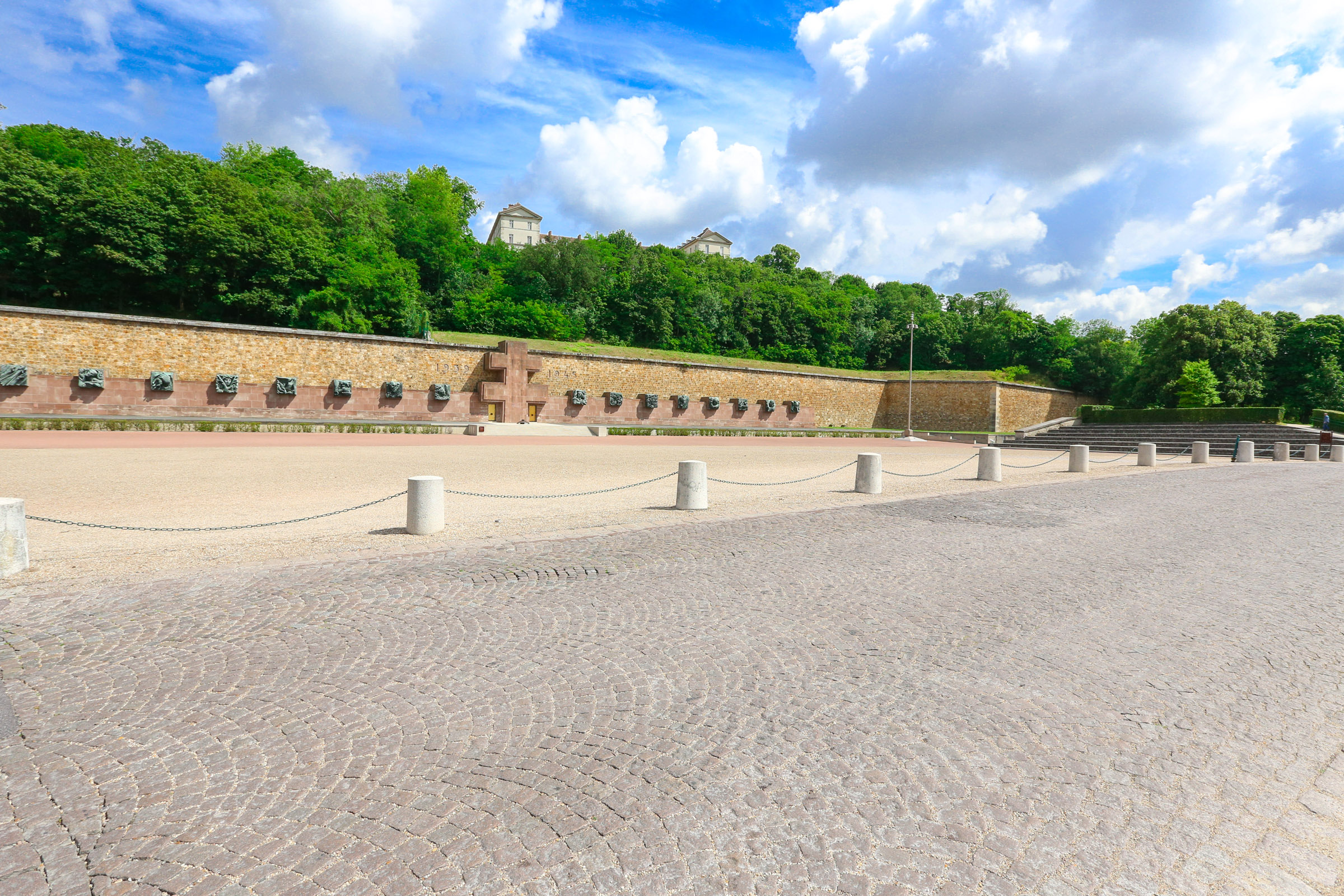
La ligne L dessert le mont Valérien.

La ligne L dessert, de l'ouest au l'est, les lieux suivants :
- Le centre commercial les 3 Fontaines et préfecture du Val-d'Oise (Cergy - Préfecture) ;
- l'Université de Cergy-Pontoise (Cergy-Préfecture et Neuville-Université) ;
- les bords de l'Oise (Conflans - Fin d'Oise) ;
- les bords de la Seine (Poissy, Conflans - Fin d'Oise, Sartrouville) ;
- la Forêt de Saint-Germain-en-Laye (Achères - Ville) ;
- l'Université Paris-Nanterre (Nanterre-Université) ;
- la forêt domaniale de Marly (Saint-Nom-la-Bretèche - Forêt de Marly) ;
- le domaine national de Marly-le-Roi et le château de Monte-Cristo (Marly-le-Roi) ;
- la forêt domaniale de Louveciennes (Louveciennes et Bougival) ;
- le château de Versailles, le parc de Versailles et la préfecture des Yvelines (Versailles-Rive-Droite) ;
- la forêt de Fausses-Reposes (Viroflay-Rive-Droite et Chaville-Rive-Droite) ;
- le parc de Saint-Cloud, qui accueille, notamment, annuellement le festival Rock en Seine (Sèvres - Ville-d'Avray, Garches - Marnes-la-Coquette et Saint-Cloud) ;
- les bords de la Seine (Saint-Cloud et Asnières-sur-Seine) ;
- l'hippodrome de Saint-Cloud (Le Val d'Or) ;
- le mont Valérien (Suresnes-Mont-Valérien) ;
- la Grande Arche de la Défense, le CNIT, le centre commercial Les Quatre Temps et le quartier d'affaires de La Défense (La Défense) ;
- le centre commercial So Ouest (Clichy - Levallois)
- le parc Martin-Luther-King et le quartier des Batignolles (Pont-Cardinet) ;
- les grands magasins du boulevard Haussmann, le théâtre Mogador, l'opéra Garnier (Paris-Saint-Lazare) .